# Blade Runner (franquicia)
Blade Runner es una franquicia de medios neo-noir y de ciencia ficción originada a partir de la novela ¿Sueñan los androides con ovejas eléctricas? (1968) de Philip K. Dick. Ubicada en un hipotético futuro distópico, gira en torno al personaje de Rick Deckard y un tipo de androide conocido como replicante. La primera adaptación del libro fue el film Blade Runner (1982). Dirigida por Ridley Scott y protagonizada por Harrison Ford, se ambienta en Los Ángeles de 2019. Una novelización y una adaptación para cómic fueron realizadas el año de su estreno, y aunque inicialmente no obtuvo buenos resultados de taquilla en los cines norteamericanos, posteriormente fue convirtiéndose en una película de culto. Hasta siete versiones diferentes de Blade Runner han podido ser vistas a lo largo del tiempo.
De 1995 a 2000, K. W. Jeter escribió tres novelas no canónicas que sirvieron como secuelas del film y la novela original. Una secuela cinematográfica dirigida por Denis Villeneuve, Blade Runner 2049, se estrenó en 2017. Además, existen hasta tres cortometrajes en los que se detallan varios eventos que ocurrieron entre 2019 y 2049 dentro de la línea temporal del universo de Blade Runner. Cinco videojuegos oficiales han sido lanzados, destacando los dos homónimos de 1985 y 1997, siendo este último pionero en varios campos de la aventura gráfica. Para 2022 se está publicando las series de cómic Blade Runner 2029 y Blade Runner Origins, y terminó de emitirse la serie de anime Blade Runner: Black Lotus. Respecto a su legado, el film de 1982 está considerado una de las películas más influyentes del siglo XX, marcando la introducción del género ciberpunk en la cultura popular.

## Argumento
El primer largometraje, Blade Runner (1982), está ambientado en un hipotético futuro —noviembre de 2019— en la ciudad de Los Ángeles. Se centra en la búsqueda de cuatro replicantes Nexus-6 que han regresado misteriosamente a la Tierra tras provocar un sangriento motín en las «colonias del mundo exterior». El blade runner Rick Deckard, ayudado por el detective Gaff, será el encargado de localizarlos y ejecutarlos. Deckard también es instado a matar a Rachael, secretaria de Eldon Tyrell —fundador de Tyrell Corporation y desarrollador de los replicantes— y que resulta ser un nuevo modelo, pero después de que esta le salve cuando estaba a punto de ser asesinado, rechazará perseguirla y terminarán por enamorarse. Roy Batty, líder del grupo de replicantes, consigue llegar hasta su creador, a quien matará después de no poder obtener una solución para alargar su existencia. Tras una persecución entre Deckard y Batty, este salvará la vida del blade runner y morirá frente a él debido a que sus cuatro años de duración se acaban. Finalmente, con todos los Nexus-6 fuera de circulación, Deckard encontrará en su piso un unicornio de origami hecho por Gaff y huirá de la ciudad con Rachael.
La segunda película, Blade Runner 2049 (2017), ocurre en una distópica California del año 2049 y en ella un Nexus-9 blade runner, K, halla los restos de una replicante que estuvo embarazada, algo que se pensaba que era teóricamente imposible. K deberá entonces encontrar a su hijo y destruir toda evidencia relacionada con él para evitar una guerra, llegando a descubrir que este está vinculado al desaparecido Deckard. A pesar de haber sido creado para obedecer las órdenes de sus superiores, empezará a incumplirlas cuando recaba indicios, como el caballo de madera de uno de sus recuerdos, que lo llevan a deducir que él mismo podría ser ese niño. Con la ayuda de su secretaria Nexus-9, Luv, el magnate Niander Wallace —CEO de Wallace Corporation— robará los restos óseos y tratará igualmente de localizar al hijo y a Deckard con el fin de hallar el secreto que se esconde tras la reproducción replicante.

## Universo

### Losblade runners

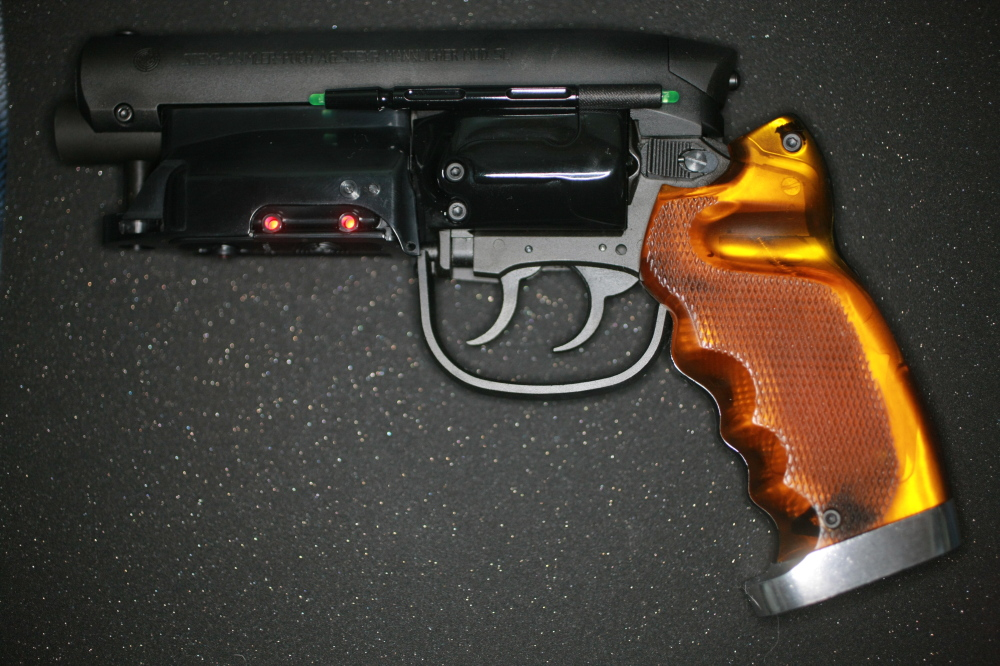
Réplica de la pistola Blaster de Rick Deckard. La original fue creada con piezas de Steyr Mannlicher Model SL y Charter Arms Bulldog.

En el universo ficticio de Blade Runner, se conoce con ese mismo nombre a la unidad especial del Departamento de Policía de Los Ángeles encargada de identificar, rastrear y matar —o «retirar», según la jerga del libro y los films— a los replicantes que han llegado a la Tierra tras ser declarados ilegales. En la novela ¿Sueñan los androides con ovejas eléctricas? son denominados «cazadores de recompensas». En Blade Runner (1982), la unidad opera a las órdenes del capitán Bryant y aparecen al menos dos miembros, Rick Deckard y Dave Holden, siendo este último herido de gravedad por el replicante Leon en la primera escena del film. Ambos blade runners emplean la máquina Voight-Kampff para detectar a los replicantes, así como el arma denominada «LAPD 2019 Blaster». Deckard posee además una máquina Esper, aparato ficticio del universo de Blade Runner que permite ampliar las fotografías en una pantalla sin perder calidad mediante un comando de voz, pudiéndose incluso llegar a ver con total claridad detalles ocultos en un primer momento. En Blade Runner 2049 (2017) ejerce como tal el replicante llamado K.

### Los replicantes

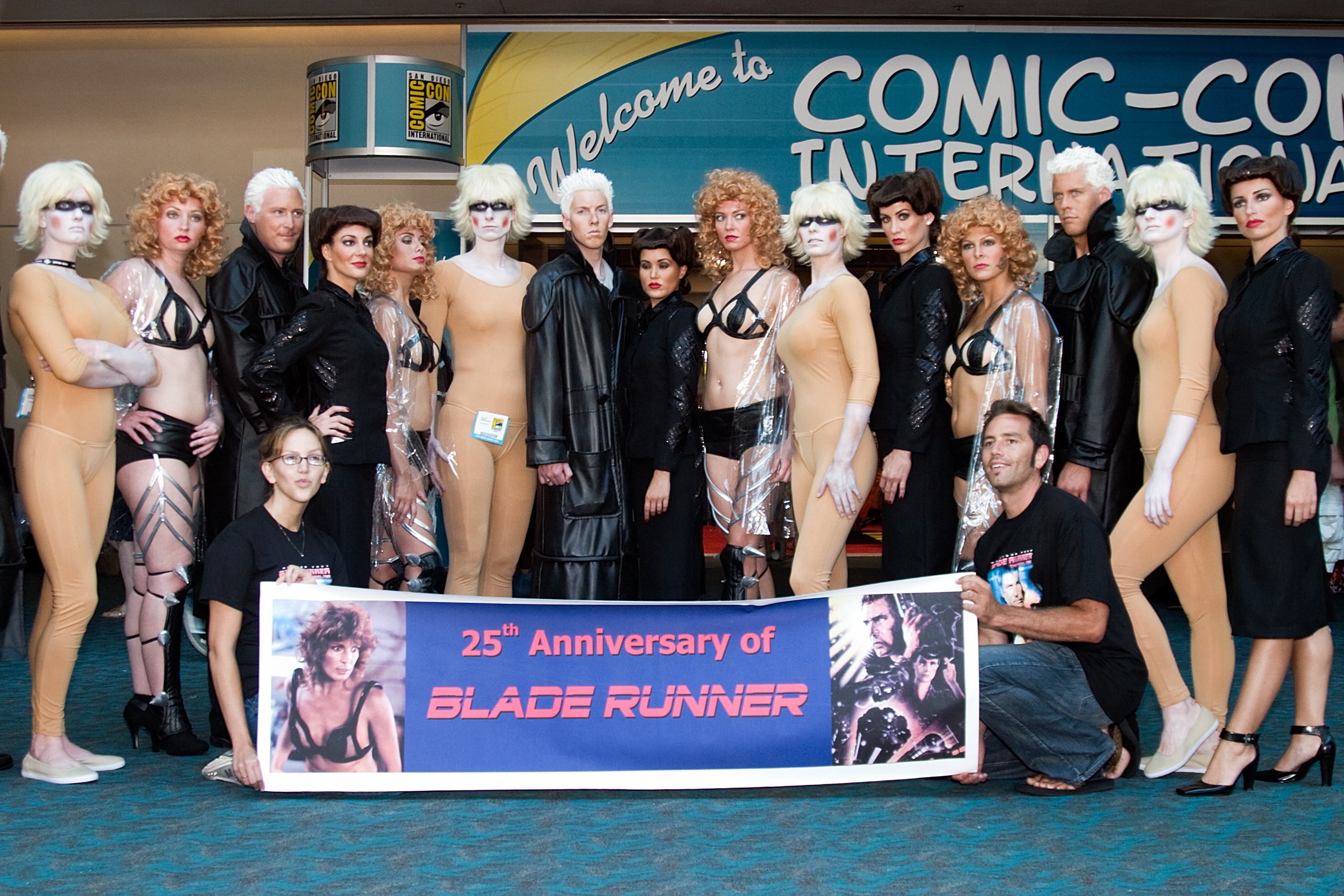
Cosplayers de replicantes celebrando el 25.º aniversario de Blade Runner en la Comic-Con de San Diego (2007).

Un replicante es un androide bioingenieril o biorobótico en la franquicia Blade Runner. Prácticamente idénticos a los humanos adultos, los replicantes tienen por lo general una fuerza y agilidad superior, e inteligencia variable según el modelo. Son empleados en trabajos peligrosos y como esclavos en las colonias del mundo exterior. En Blade Runner solo pueden detectarse mediante el ficticio test Voight-Kampff, que provoca respuestas diferentes dependiendo de si se es humano o no. Tyrell Corporation creó el modelo Nexus-6 con un mecanismo de seguridad, una vida útil de cuatro años, para evitar que desarrolle una cognición empática y, por lo tanto, inmunidad al test. Los replicantes Nexus-7, como Rachael, tienen recuerdos implantados. En Blade Runner 2049 aparecen dos nuevos modelos: el Nexus-8, que posee esperanza de vida abierta, y el Nexus-9, que es totalmente obediente a las órdenes humanas. Este último es fabricado por Wallace Corporation después de que se levantara la prohibición de crear replicantes tras los hechos narrados en  Blade Runner Black Out 2022. En el universo de Blade Runner también existen replicantes animales (animoides), que se desarrollaron para ser usados como mascotas y bestias de carga después de que la mayoría de las especies animales se extinguieran. La novela original de Philip K. Dick utiliza el término «androide» (o «andy») en lugar de «replicante». El director Ridley Scott, durante la preproducción de Blade Runner, solicitó a David Peoples una nueva denominación que no diese lugar a preconcepciones. Mientras reescribía el guion, Peoples consultó a su hija, involucrada en bioquímica y microbiología, quien le habló de la replicación, el proceso en el que el ADN hace una copia de sí mismo. A partir de ello, entre Peoples y su hija —cada uno recordaría más tarde que fue el otro— acuñaron el término «replicant» (traducido como «replicante»), que fue añadido al guion.

### El test Voight-Kampff
El test Voight-Kampff es una prueba ficticia utilizada por la unidad Blade Runner para determinar si un individuo es o no un replicante. Aparece por primera vez en la novela de Dick —aunque bajo el nombre «Voigt-Kampff»— y se lleva a cabo con la máquina homónima, similar al polígrafo. Mide funciones corporales como el rubor, la respiración, la frecuencia cardíaca y el movimiento ocular, en respuesta a preguntas relacionadas con la empatía, principalmente sobre animales. En la primera película desarrollan el test dos replicantes: Leon y Rachael. Deckard le dice a Eldon Tyrell que generalmente se requieren de 20 a 30 preguntas para distinguir un replicante. En cambio, en el libro se indica la necesidad de solo «seis o siete» para hacer un dictamen. En Blade Runner, a Deckard le lleva más de cien preguntas determinar que Rachael es una replicante. Blade Runner 2049 muestra el test de referencia postraumático («post-traumatic baseline test»), usado para saber si un replicante presenta una desviación emocional.

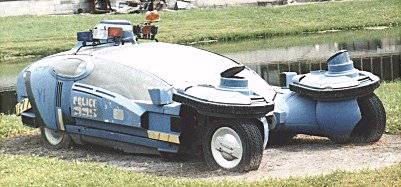
Uno de los Spinner originales de Blade Runner en Disney-MGM Studios, donde fue expuesto hasta 1999.

### El Spinner
«Spinner» es el nombre que se usa para denominar al tipo de automóvil volador que aparece en la franquicia de Blade Runner, siendo visto en Blade Runner, Blade Runner Black Out 2022 y Blade Runner 2049, entre otros medios. La variante policial del vehículo presenta en las puertas un pequeño logotipo con la palabra «Spinner» entre los rótulos «caution» y «警察». En el universo de Blade Runner, estos coches se pueden conducir en tierra como un automóvil normal, despegar verticalmente, volar y navegar. Diseñado mayoritariamente por Syd Mead, él mismo lo describió como un aerodino que utiliza una forma no especificada de propulsión a chorro, similar a la de los aviones VTOL. En Blade Runner, el Departamento de Policía de Los Ángeles los utiliza ampliamente como coche patrulla para vigilar a la población, y la gente adinerada puede acceder a sus licencias de conducir. Posteriormente, el Spinner ha sido tanto empleado como homenajeado en numerosas producciones. Un modelo original usado en la película es expuesto en el Science Fiction Museum and Hall of Fame de Seattle. Además del Spinner del primer film, en Blade Runner 2049 se pueden observar nuevos diseños.

## Temas
A pesar de haber sido vista en un inicio como una película de acción, se suele hacer referencia a que Blade Runner (1982) opera con un número inusualmente amplio de niveles dramáticos. Considerada una de las obras fundacionales del género ciberpunk a nivel cinematográfico, como tal le debe mucho al cine negro, puesto que contiene y explora convenciones como la mujer fatal, la narración en primera persona a lo Raymond Chandler (narración presente solo en las versiones de 1982), la cuestionable perspectiva moral del héroe —extendida aquí para incluir la naturaleza de su propia humanidad— o la fotografía densa y en claroscuro.

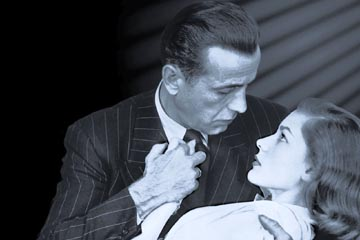
Se ha mencionado que Blade Runner emplea elementos atmosféricos y temáticos de películas del cine negro, como El halcón maltés o The Big Sleep (en la imagen).

Numerosos autores han mencionado que el film abarca temas como las implicaciones en la ética y la filosofía de la mente del dominio de la ingeniería genética, dentro del contexto del drama clásico griego y sus nociones del hibris. En ese sentido, ha sido relacionada con el mito de Prometeo y Frankenstein de Mary Shelley. El personaje de Roy Batty cita una frase apocalíptica de América, una profecía (1793) de William Blake, y el hecho de que los tres últimos movimientos de la partida de ajedrez entre Sebastian y Tyrell son los mismos que los de la célebre Partida Inmortal, se ha sugerido que simboliza la lucha contra Dios por la inmortalidad. De igual forma, es recurrente la comparación del rol de Roy Batty con el «superhombre» de Nietzsche. El director Ridley Scott manifestó que le gustaba «la idea de explorar el dolor» a raíz de la muerte de su hermano: «Cuando estaba enfermo, solía ir a visitarlo a Londres, y eso fue realmente traumático para mí». La película también se introduce en la metafísica, mencionando el personaje de Pris la frase «Pienso luego existo» de Descartes, o haciendo un uso recurrente de los ojos y la manipulación de imágenes, identificadas como llamadas de atención sobre la realidad y la capacidad de percibirla y recordarla.
Igualmente, se ha comentado que la obra penetra en los efectos venideros de la tecnología en el medio ambiente y la sociedad, mostrando un 2019 «retroadaptado» donde hay latente una tensión entre pasado, presente y futuro. Varios críticos indican que la imagen de esas múltiples «capas de tiempo» en una ciudad sobrepoblada y sumida en una noche perpetua, luces de neón intermitentes, lluvia constante y grandes niveles de contaminación y suciedad, se aleja del habitual patrón blanco, aséptico e impoluto con el que se visualizaba tradicionalmente el futuro que estaba por llegar. La alta tecnología resplandece únicamente en algunos espacios, sobre todo los ubicados a gran altura, mientras que los situados a nivel de suelo son decadentes y viejos. También se puede percibir una sensación de paranoia en la manifestación visual del influjo y control de las multinacionales, la policía omnipresente o las luces que sondean los edificios, así como en las posibles consecuencias del poder biomédico sobre el individuo, especialmente respecto a los recuerdos implantados de los replicantes. El ecocidio es observado a través de la ausencia de vida natural, con los pocos animales reales que quedan convertidos en artículos de lujo y creándose en su sustitución ejemplares artificiales. Todo este contexto clarificaría por qué muchas personas se van a las colonias del mundo exterior, realizando un paralelismo con la migración al continente americano al denominarlas «Nuevo Mundo». Las predicciones demográficas de los años 80, en las que EE. UU. era sobrepasado económicamente por Japón, se reflejan en el dominio de la cultura y la publicidad japonesa en la hipotética ciudad de Los Ángeles de 2019. Además, se muestra abundante presencia china, del Sudeste Asiático o hispana, así como una lengua criolla ficticia, la «interlingua» (Cityspeak en la versión original).

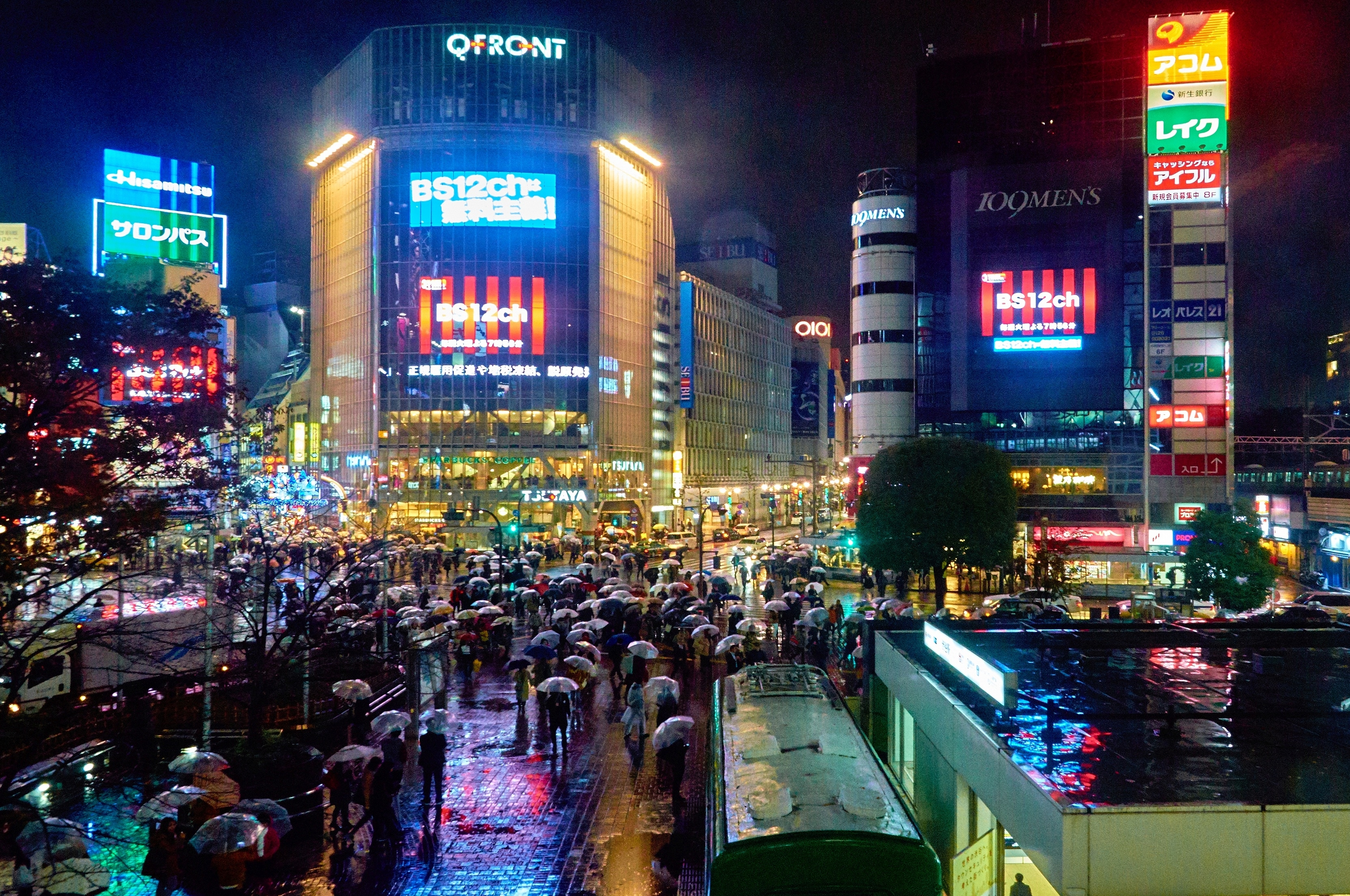
Cruce de Shibuya, Tokio, clásica imagen de ciudad con publicidad japonesa reflejada en Los Ángeles de Blade Runner.

Se suele reseñar que todo ello proporciona una atmósfera de incertidumbre y misterio para el que ampliamente se considera elemento temático central de Blade Runner: examinar la condición humana. Para descubrir a los replicantes se utiliza una prueba de empatía (test Voight-Kampff), que cuenta con preguntas centradas en el trato a los animales. Esto funcionaría como indicador esencial de la «humanidad» de alguien. Sin embargo, se ha apuntado que en el film los replicantes son mostrados paradójicamente con compasión y preocupación por los demás, y se yuxtaponen a personajes humanos que carecen de empatía, mientras que la masa de gente en las calles se presenta fría e impersonal. Un amplio número de críticos y los propios creadores han señalado que la película va tan lejos como para plantear la posibilidad de que Deckard sea un replicante y obligar a la audiencia a revaluar qué significa ser humano. A este respecto, se suele mencionar que tanto en Blade Runner como en Blade Runner 2049, los replicantes serían fundamentalmente una alegoría de la humanidad. Según diversos autores, los films de la franquicia reflejan una visión posmoderna a partir de su estética y las cuestiones que plantean, situándose a Blade Runner como una de la películas pioneras del llamado cine posmoderno.

El escenario de Blade Runner es de decadencia urbana: edificios abandonados que fueron majestuosos en el pasado [interpretados por los teóricos postmodernos como símbolos de la modernidad caída], calles abarrotadas y cosmopolitas, interminables mercados callejeros, basura sin recoger y una llovizna gris constante [...] Sin duda, el progreso está en ruinas [...] Columnas griegas y romanas, dragones chinos y pirámides egipcias se mezclan con gigantescos anuncios de neón de Coca-Cola y Pan Am [...] La imagen dominante es de decadencia, desintegración y caótica mezcla de estilos. ¿Qué hace postmoderno a Blade Runner? [...] Para empezar, se cuestiona la realidad misma. Los replicantes quieren ser personas reales, pero la prueba de la realidad es una imagen fotográfica, una identidad construida. Ésta es una forma de ver la postmodernidad: un debate sobre la realidad. El mundo de sólidos datos científicos y una historia con finalidad que nos legó la Ilustración europea, ¿es meramente un anhelo?
—David Lyon, en su libro Postmodernidad (1996)

Respecto a la secuela, Blade Runner 2049, se ha mencionado frecuentemente que, al igual que su antecesora, mezcla elementos del cine negro y la ciencia ficción. Asimismo, recupera algunos de sus temas, tales como las consecuencias de la tecnología, las implicaciones de la inteligencia artificial (en esta ocasión abarcando también al holograma), la ingeniería genética, el poder de las empresas multinacionales y la publicidad, la esclavitud, la problemática medioambiental, cuestiones metafísicas como la noción de realidad y la naturaleza de los recuerdos, o la empatía y el significado de la condición humana. El simbolismo religioso también aparece en referencia a la creación o al nacimiento de los replicantes. Hay mención además a un ficticio síndrome de Gálatas, que ha sido vinculado con la Epístola a los Gálatas. El leitmotiv de Wallace Corporation es el Tema de Pedro, perteneciente a la obra Pedro y el lobo del compositor ruso Serguéi Prokófiev, lo cual se ha relacionado con la posibilidad de subvertir las reglas del mundo, o con el objetivo de Wallace de poder dominar la naturaleza. La obediencia que presentan los Nexus-9, K en especial, ha sido identificada como una metáfora de la alienación del ser humano ante la sociedad actual, y se ha enlazado con la oveja de origami que realiza Gaff.
La abundante presencia de la cultura japonesa de la primera película se reduce en Blade Runner 2049, incorporándose numerosos elementos de la antigua Unión Soviética, como arquitectura, diseño, rótulos o personajes. Se han reseñado además paralelismos temáticos y artísticos con el film soviético Stalker (1979) de Andréi Tarkovski, cineasta al que los miembros del equipo le atribuyen gran inspiración. La novela Pálido fuego (1962), escrita por el ruso Vladimir Nabokov, es uno de los libros que K tiene en su apartamento, y varias de las líneas de la misma deben ser recitadas por él en la comisaría de policía como test de referencia postraumático. Algunos de los elementos del libro de Nabokov, como la muerte, el fuego o el cuadro Niño con caballo de Pablo Picasso, también están presentes en la película. Se han reseñado además varias conexiones temáticas con las novelas El proceso (1925) y El castillo (1927) de Franz Kafka. Igualmente, el deseo de K de ser un humano real se ha relacionado con Las aventuras de Pinocho (1883) de Carlo Collodi, Los superjuguetes duran todo el verano (1969) de Brian W. Aldiss, o el film A.I. Inteligencia artificial (2001) de Steven Spielberg. Diversos autores consideran que Blade Runner 2049 abordaría el cuestionamiento y la búsqueda de identidad del primer film pero desde la perspectiva de un replicante, aunque igualmente apuntan que, como en la cinta original, los replicantes serían una alegoría del ser humano.

## Producción

### Blade Runner

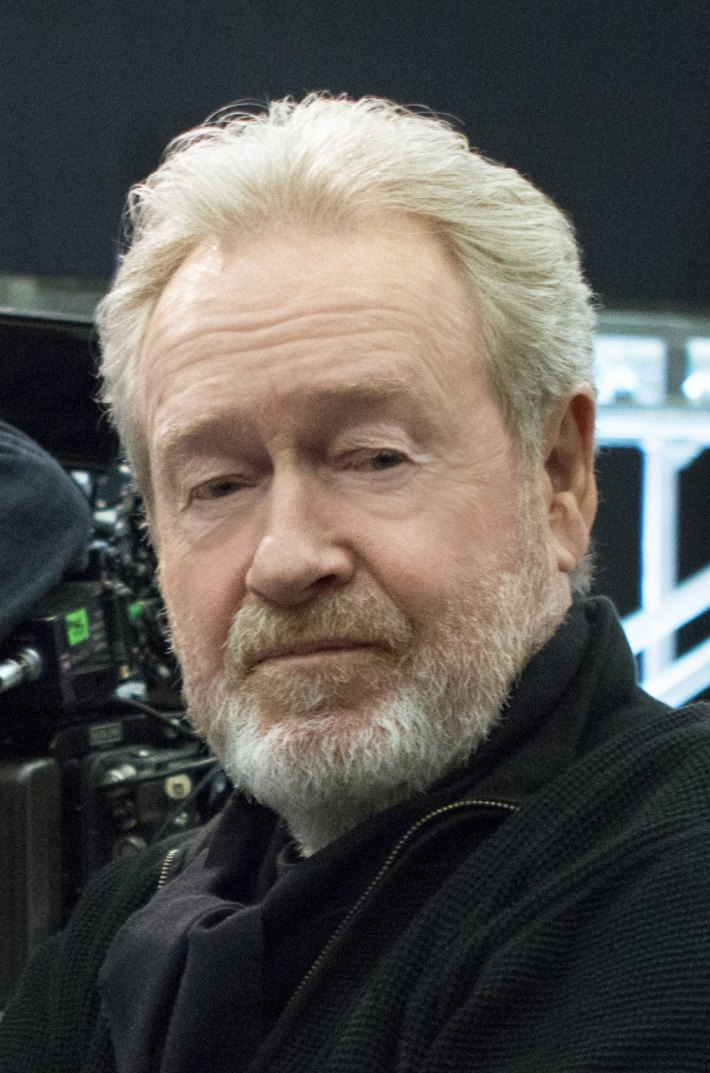
Ridley Scott llegó a la producción tras abandonar Dune.

El interés por adaptar la novela ¿Sueñan los androides con ovejas eléctricas? de Philip K. Dick apareció poco tiempo después de su publicación en 1968. Ya en 1969, el director Martin Scorsese y el guionista Jay Cocks se sintieron atraídos por el libro, pero nunca llegaron a optar al proyecto. El productor Herb Jaffe lo intentó en 1974, pero Dick se desencantó del borrador escrito por el hijo de Herb, Robert. El escritor comentó al respecto que «El guion de Jaffe estaba terriblemente hecho... Robert voló a Santa Ana para hablar conmigo sobre el proyecto. Y lo primero que le dije cuando se bajó del avión fue: “¿Te golpeo aquí en el aeropuerto o te golpeo en mi apartamento?”».
Basándose en la novela, Hampton Fancher escribió hacia 1977 un borrador del guion bajo el amparo económico inicial de su amigo Brian Kelly. Este contactó al productor Michael Deeley, quien comenzó a mostrarse interesado por la idea del romance entre Deckard y Rachael, una androide que no sabe que lo es. Deeley a su vez, después de intentarlo sin éxito con Robert Mulligan, convenció al director Ridley Scott para unirse y crear así su primera película en los EE. UU. Scott había rechazado la oferta con anterioridad, pero tras abandonar la lenta producción de Dune quería un proyecto más rápido para distraerse de la reciente muerte de su hermano mayor. De esta forma, el 21 de febrero de 1980 firmó oficialmente como director, lográndose así aumentar la financiación prometida por Filmways de trece a quince millones de dólares.
Antes de unirse Scott, el título provisional de la película en el segundo borrador de Fancher era Android, pasando luego a ser Mechanismo y posteriormente siendo cambiado por Dangerous Days en uno de los últimos borradores de Fancher. El título final proviene de la novela The Bladerunner de Alan E. Nourse, cuyo protagonista contrabandea instrumentos quirúrgicos en el mercado negro, y de Blade Runner (a movie), un tratado de cine para la novela anterior escrito por William S. Burroughs. Fancher lo cogió de la novela de Burroughs y a Scott le gustó, por lo que Deeley obtuvo los derechos para usarlo como denominación de la unidad de policía y como nombre del film. La primera vez que se usó Blade Runner como título fue en el borrador del 24 de julio de 1980. Harrison Ford fue elegido para interpretar a Deckard después de ser alabado por Steven Spielberg, con quien se encontraba rodando Raiders of the Lost Ark, aunque inicialmente iba a ser encarnado por Dustin Hoffman, que acabó apartándose del proyecto. Ford aceptó poniendo como condición principal sustituir la voz en off por escenas donde se mostrara la investigación de Deckard, por lo que trabajó durante dos semanas con el resto del equipo en el desarrollo de las mismas. Los borradores de Fancher se centraban más en cuestiones ambientales y menos en las relacionadas con humanidad y religión, que son prominentes en la novela de Dick, además de que situaban la acción principalmente en habitaciones y no en exteriores. Scott y Deeley estaban disconformes con el rechazo sistemático de Fancher a hacer cambios sustanciales en la historia, por lo que el 21 de diciembre de 1980 lo apartaron del proyecto después de solicitar a David Peoples para que reescribiera el guion, aunque posteriormente regresaría al final de la producción para algún aporte adicional.
Después de haber invertido más de 2,5 millones en la preproducción, poco antes de la fecha de inicio del rodaje, fue retirado el respaldo financiero de Filmways. En diez días, Deeley tuvo que lograr 21,5 millones de dólares mediante un acuerdo a tres bandas entre The Ladd Company (a través de Warner Bros.), el productor con sede en Hong Kong Run Run Shaw, y Tandem Productions de Bud Yorkin y Jerry Perenchio. Tanto Yorkin como Perenchio firmaron un contrato en el que estipularon que, en caso de que el presupuesto previsto fuera sobrepasado, aportarían el dinero necesario a cambio de mayor control creativo. Ambos veían a Blade Runner como un blockbuster de acción.
El rodaje comenzó el 9 de marzo de 1981 y se extendió unos 4 meses. La fotografía correría a cargo de Jordan Cronenweth. En esta fase de la producción se vivieron numerosas dificultades en el plató debido a las condiciones de alta humedad y gran presencia de humo, así como a las expectativas de Scott con los miembros del personal de EE. UU. (considerando que Scott solo había trabajado con británicos). Durante un momento del rodaje, parte del equipo de filmación creó camisetas que llevaban inscrito «“Yes Guv'nor”, My Ass!» (en español, «“Sí, jefe”, ¡Mi culo!») para burlarse de unas declaraciones del director a la prensa en las que hacía una comparación desfavorable entre los equipos estadounidenses y los británicos; Scott respondió con una camiseta con la inscripción «Xenophobia Sucks» (en español, «La xenofobia apesta»), conociéndose al incidente como la «guerra de las camisetas». Junto con lo anterior, su estilo como director de actores creó fricciones con el reparto y contribuyó al posterior mutismo de Harrison Ford sobre la película. También hubo una tensa relación entre el equipo de rodaje y los inversionistas, con una atmósfera creciente de presión conforme se iba superando el presupuesto que culminaría con el despido de Deeley y Scott, quienes a pesar de ello fueron posteriormente vueltos a contratar para terminar el film.
Los estudios de Warner Bros. en Burbank (California) sirvieron de emplazamiento para la mayor parte de los interiores y algunos exteriores, como la escena de «Lágrimas en la lluvia» o varias secuencias situadas en las calles y el mercadillo animoide del hipotético Los Ángeles de 2019. Estos últimos fueron filmados en unos decorados localizados en la New York Street de dichos estudios y que recibieron el apodo de «Ridleyville» durante el rodaje. Los exteriores y el hall del piso de Sebastian se ubicaron en el Bradbury Building de Los Ángeles. Otras locaciones en la ciudad incluyen el Irvine-Byrne Building —conocido posteriormente como Pan American Lofts— para el interior del Hotel Yukon, la Union Station como comisaría de policía, el 2nd Street Tunnel, y la Ennis House, donde se rodó el exterior de la casa de Deckard y que sirvió de inspiración para recrear los interiores de la misma. Un congelador de almacenamiento de US Growers Cold Storage, ubicado concretamente en una planta de envasado de carne en Downey, se usó de localización para el laboratorio de Chew. Scott también filmó en Londres alguna toma adicional del baño de la habitación de Leon, con Vic Armstrong como doble de Ford. La secuencia del unicornio fue rodada la primera semana de enero de 1982 en el Black Park (Buckinghamshire), un parque cercano a los Shepperton Studios, estudios donde se grabó la posproducción.
La escena final en las versiones de estreno de Blade Runner muestra a Rachael y Deckard viajando en un Spinner a plena luz del día por un área boscosa, secuencia rodada a finales de marzo de 1982 en Big Bear Lake (California). Después de que las imágenes grabadas en helicóptero para acompañar a esa escena fueran descartadas debido entre otros motivos a la excesiva presencia de niebla y nieve, se añadieron a la película planos aéreos montañosos filmados en el parque nacional de los Glaciares (Montana) para El resplandor de Stanley Kubrick. Ridley Scott se comunicó con Kubrick para hacer uso de parte de su excedente de tomas aéreas en helicóptero, y él aceptó a cambio de que no se usaran imágenes que hubiesen aparecido en El resplandor.

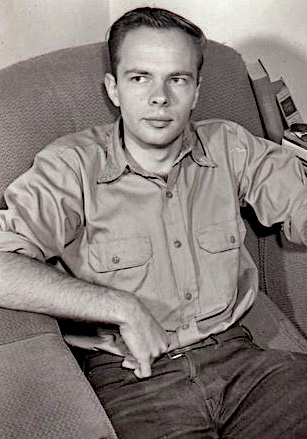
Philip K. Dick, autor de ¿Sueñan los androides con ovejas eléctricas?

En un primer momento, Philip K. Dick criticó los primeros borradores de Fancher en un artículo de Select TV Guide de Los Ángeles. Sin embargo, tras ver por las noticias de KNBC-TV varios fragmentos de los efectos especiales de Douglas Trumbull, leer la versión del guion de febrero de 1981 —a la que calificó de «salto cuántico hacia arriba»— y ver el rodaje de una persecución de Ford a través del programa Hooray for Hollywood en KABC-TV, empezó a mostrarse entusiasmado, a pesar de que la trama difería significativamente de la de su libro y de su escepticismo sobre Hollywood.

¡No podía creer lo que estaba leyendo! Fue simplemente sensacional: aún era el guion de Hampton Fancher, pero milagrosamente transfigurado, por así decirlo. Todo había sido simplemente rejuvenecido de una manera muy fundamental [...] Me sorprendió que Peoples pudiera hacer que algunas de esas escenas funcionaran. Me enseñó cosas sobre escritura que no sabía [...] Lees el guion y luego vas a la novela, y es como si fueran dos mitades de una meta-obra, un meta-artefacto. Es simplemente emocionante. Como dijo mi agente, Russell Galen, «Cuando una adaptación cinematográfica de Hollywood sobre un libro funciona, siempre es un milagro». Porque en realidad sencillamente no puede suceder. Sucedió con The Man Who Fell to Earth y ha ocurrido con Blade Runner, estoy seguro ahora.
—Philip K. Dick, en septiembre de 1981, tras leer el guion de rodaje firmado por Fancher y Peoples

Aunque no llegó a ver la película de forma íntegra, en diciembre de 1981, poco antes de su muerte, Dick fue invitado por los productores al estudio donde estaba siendo editada. Allí mantuvo un encuentro con Scott y pudo visualizar 20 minutos de escenas de Blade Runner. Dick se mostró cautivado por ellas y pidió que volvieran a proyectárselas, manifestando además que habían capturado la textura y el tono de las imágenes que él había imaginado. El escritor falleció en marzo de 1982, unos tres meses antes del estreno del film. En los créditos finales de Blade Runner aparece la dedicatoria de la misma a Philip K. Dick.

### Blade Runner 2049
La productora Alcon Entertainment, que había adquirido los derechos de la película de Scott en marzo de 2011, anunció el 17 de mayo de 2012 que estaba realizando un nuevo largometraje a modo de secuela y que transcurriría varios años después de los sucesos de Blade Runner. Ridley Scott iba a dirigir inicialmente el filme, que no se centraría en el personaje de Rick Deckard, y negoció con uno de los guionistas de la cinta de 1982, Hampton Fancher, para que desarrollara el argumento.
En octubre de 2013, Harrison Ford manifestó que había mantenido las primeras conversaciones con Scott para volver a dar vida a Rick Deckard. Con antelación, el director había aclarado que, si bien quería contar con Ford, ello no tenía que significar que la secuela fuera una continuación de las aventuras de Deckard. Michael Green se unió al proyecto y trabajó en el guion a partir de la historia escrita por Hampton Fancher. En agosto de 2014, Scott afirmó que ya se encontraba escrita, pero anunció que su siguiente proyecto sería The Martian, tras el cual dirigiría la continuación de Blade Runner. Sin embargo, el 25 de noviembre de 2014 declaró que no dirigiría la secuela, indicando que solo sería el productor ejecutivo y confirmando a Harrison Ford en el reparto. El 17 de abril de 2015 se informó que Ryan Gosling protagonizaría el film junto a Ford, dirigiendo finalmente la película el canadiense Denis Villeneuve.
El 17 de noviembre de 2015, Scott narró un adelanto del comienzo de la secuela en el AFI Fest de Los Ángeles, confirmándose el inicio del rodaje para el verano de 2016. En julio de 2016, tanto Entertainment Weekly como Sony Pictures mostraron en exclusiva las primeras imágenes conceptuales de la película, y Villeneuve anunció que su escenario principal sería nuevamente Los Ángeles, aunque esta vez convertida en una enorme megalópolis a lo largo de la Costa Oeste de los Estados Unidos bajo un clima enloquecido.
La filmación se llevó a cabo entre julio y noviembre de 2016, principalmente en los Korda Studios y los Origo Studios de Budapest (Hungría), contándose con Roger Deakins como director de fotografía. El antiguo Palacio de la Bolsa de Budapest, ubicado en la plaza de la Libertad, sirvió como una localización del rodaje para las escenas del casino. El exterior del piso de K se rodó en el cruce de las calles Szalay y Honvéd de Budapest, y el interior de la antigua planta nuclear soviética de Inota (Várpalota) y un antiguo almacén de electrónica de Kistarcsa, en las afueras de Budapest, se usaron para recrear el orfanato del Señor Cotton. El 25 de agosto de 2016, un trabajador de la construcción murió mientras desmontaba uno de los sets de la película en Origo Studios. El rodaje finalizó en Hungría en noviembre de 2016. En los primeros minutos del film se usaron además planos aéreos rodados en la planta termosolar Gemasolar de  Fuentes de Andalucía (Sevilla), los invernaderos del Poniente Almeriense e Islandia. Algunas tomas aéreas de las favelas de Ciudad de México se emplearon para recrear la ciudad de Los Ángeles, y otras del Parque Estatal Valle del Fuego (Nevada) para idear las afueras de Las Vegas.
El 6 de octubre de 2016, justo a un año del estreno, se desveló que su título oficial sería Blade Runner 2049, confirmándose así la información previa de que transcurriría varias décadas después de la película original. Tras la presentación del film, se supo que el título iba a ser inicialmente Blade Runner: Androids Dream. A principios de diciembre de 2016, Villeneuve afirmó que la secuela mantendría el misterio referente a si Rick Deckard es o no un replicante. El 19 de diciembre vio la luz el primer teaser trailer.
El montaje de Blade Runner 2049 tuvo lugar en Los Ángeles y comenzó en diciembre de 2016. Denis Villeneuve y el editor Joe Walker finalizaron dicha edición en los Sony Pictures Studios de Culver City, California, el 12 de agosto de 2017. En marzo de 2017, Edward James Olmos confirmó que aparecería en una secuencia de la película interpretando a Gaff. Para julio de 2017, Denis Villeneuve reveló que el equipo originalmente había querido que David Bowie asumiera el papel de Niander Wallace, pero que tras su fallecimiento decidieron otorgar el rol a Jared Leto. Ese mismo mes y tras visionarse la primera escena del tercer tráiler oficial, en la que los personajes de Dave Bautista y Ryan Gosling tenían un enfrentamiento, se confirmaron las palabras de Scott en las que adelantaba que Blade Runner 2049 se iniciaría con una secuencia que originalmente había sido ideada para el comienzo de la primera película. Junto a ello, también trascendió la línea temporal ficticia de Blade Runner entre 2018 y 2049. Villeneuve confirmó además que la secuela no tendría voz en off, y posteriormente, hizo explícito que la versión de cines se podría considerar ya el montaje del director debido a que había gozado de amplia libertad creativa.

## Películas

### Blade Runner(1982) yBlade Runner 2049(2017)
Hasta el momento, Blade Runner (1982) y Blade Runner 2049 (2017) son los dos únicos largometrajes que conforman la franquicia. Como resultado de los controvertidos cambios realizados a petición de algunos productores co-ejecutivos, existen hasta siete versiones oficiales de Blade Runner, siendo las más populares la Workprint, el Domestic Cut y el International Cut de 1982, el Director's Cut de 1992, y el Final Cut de 2007. Esta última es la única sobre la cual Ridley Scott retuvo el control artístico completo.
| Rol                         | Película                                                 | Película |
| Rol                         | Blade Runner (1982)                                      | Blade Runner 2049 (2017) |
| --------------------------- | -------------------------------------------------------- | --- |
| Director                    | Ridley Scott                                             | Denis Villeneuve |
| Guionista(s)                | Hampton Fancher                                          | Hampton Fancher |
| Guionista(s)                | David Peoples                                            | Michael Green |
| Productor(es)               | Michael Deeley                                           | Andrew A. Kosove, Broderick Johnson, Bud Yorkin y Cynthia Yorkin                                                             |
| Compositor(es)              | Vangelis                                                 | Hans Zimmer Benjamin Wallfisch                                                                                               |
| Director de fotografía      | Jordan Cronenweth                                        | Roger Deakins |
| Editor(es)                  | Terry Rawlings Marsha Nakashima                          | Joe Walker |
| Compañías productoras       | The Ladd Company, Shaw Brothers Blade Runner Partnership | Alcon Entertainment, Columbia Pictures Thunderbird Entertainment, Scott Free Productions Torridon Films, 16:14 Entertainment |
| Distribuidor(as)            | Warner Bros.                                             | Warner Bros. Sony Pictures                                                                                                   |
| Fecha de estreno en EE. UU. | 25 de junio de 1982                                      | 6 de octubre de 2017 |
| Duración                    | 117 minutos                                              | 163 minutos |

## Cortometrajes

### 2036: Nexus Dawn(2017)
El 29 de agosto de 2017, Denis Villeneuve, director de Blade Runner 2049, anunció que había organizado a varios cineastas para dirigir algunos cortometrajes que exploraran incidentes ocurridos en el universo de la franquicia entre los eventos de Blade Runner y Blade Runner 2049, con el fin de mostrarse antes de estrenar la secuela. Un día después, el 30 de agosto, se estrenó el primero de ellos, 2036: Nexus Dawn. Fue dirigido por Luke Scott, hijo de Ridley Scott, quien anteriormente había desarrollado algunos de los cortos previos a los eventos de las películas Prometheus y Alien: Covenant. Protagonizado por Jared Leto como Niander Wallace y Benedict Wong como legislador, en él Wallace presenta a un grupo de magistrados un nuevo modelo de replicante totalmente obediente a las órdenes, el Nexus-9, en un intento de que se elimine su prohibición de fabricarlos tras el Apagón de 2022.

### 2048: Nowhere to Run(2017)
Un segundo corto, 2048: Nowhere to Run, fue estrenado el 16 de septiembre de 2017. También dirigido por Luke Scott, sigue al replicante Nexus-8 Sapper Morton (Dave Bautista) por las calles de Los Ángeles. Sapper es increpado por unos matones, a quienes ignora, y saluda a Ella y su madre, conocidas suyas, regalando a la primera el libro El poder y la gloria. Después de vender algunas de sus sanguijuelas, se percata de que los matones que había ignorado intentan asaltar sexualmente a Ella y su madre. Tras una pelea en la que varios de ellos acaban muertos, un espectador lo identifica como replicante, recoge su documentación tirada en el suelo y reporta su dirección al LAPD.

### Blade Runner Black Out 2022(2017)

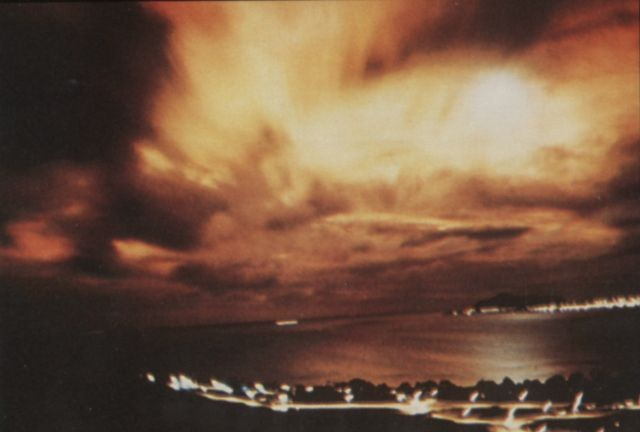
En la cronología de Blade Runner, en 2022 una rebelión de replicantes provoca una explosión nuclear con PEM que causa un corte electrónico global —el Apagón— con implicaciones sociales, económicas y tecnológicas en todo el mundo.

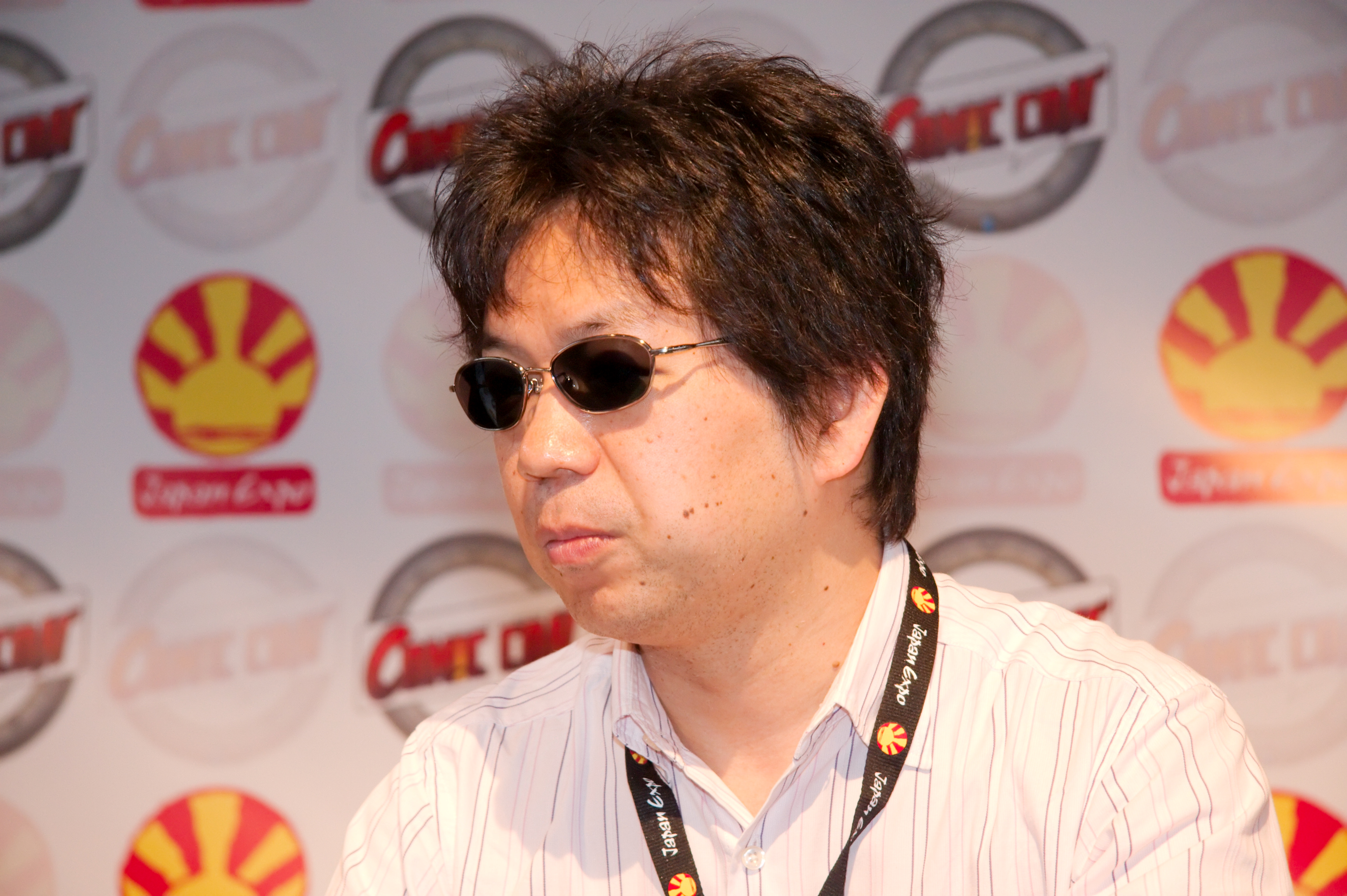
Shin'ichirō Watanabe dirigió el corto Blade Runner Black Out 2022 y ejerció de productor creativo de la serie Blade Runner: Black Lotus.

El 26 de septiembre de 2017, se estrenó en Crunchyroll el tercer cortometraje, Blade Runner Black Out 2022. Dirigido por Shin'ichirō Watanabe, director entre otras obras de la serie Cowboy Bebop, se trata de un anime de 15 minutos de duración y precuela de 2036: Nexus Dawn y 2048: Nowhere to Run. Se desarrolla principalmente en 2022, y sigue las acciones de dos replicantes Nexus-8, Iggy Cygnus y Trixie, que forman parte del Movimiento de Libertad Replicante. Después de que Movimientos de Supremacía Humana usen una base de datos, el registro de replicantes, para identificar y matar a varios de ellos, los replicantes se organizan para provocar un apagón global. Como parte del plan, se muestra cómo Iggy y Trixie roban un camión cisterna para dirigirse a destruir los archivos de un centro de datos de Tyrell Corporation. En el viaje, Iggy rememora a través de un flashback la batalla de los campos de Calantha —en la que también estuvieron Sapper Morton y Freysa según se muestra en Blade Runner 2049— y cómo desertó del ejército al darse cuenta de que en realidad luchaban contra otros replicantes. Finalmente, hacen explotar un centro de datos de Tyrell mientras otras células se encargan de destruir los restantes. Paralelamente, el personaje de Ren, quien simpatiza con los replicantes tras conocer a Trixie, lanza un misil sobre Los Ángeles para provocar una explosión nuclear con PEM que causa un corte eléctrico y electrónico global —el Apagón— con implicaciones masivas y destructivas en todo el mundo. Tras el Apagón, se prohíbe la creación de replicantes y Tyrell Corporation entra en bancarrota. El personaje de Gaff reaparece en la franquicia poniéndole voz Edward James Olmos, y el rostro de Sapper Morton se muestra brevemente. Durante una vista anticipada del corto, Watanabe dijo que la Blade Runner original era «definitivamente la película que más me influenció como director de anime».

## Proyectos futuros

### Blade Runner: Black Lotus(2021)
Blade Runner: Black Lotus es una serie de anime producida por Alcon Television Group en colaboración con Adult Swim y Crunchyroll. Anunciada el 29 de noviembre de 2018, contó con Shin'ichirō Watanabe como productor creativo. Shinji Aramaki y Kenji Kamiyama dirigieron la primera temporada, que tuvo 13 episodios de 30 minutos de duración cada uno. Fue producida por el estudio de animación Sola Digital Arts, y se emitió en el canal Adult Swim y en streaming por Crunchyroll. Está ambientada en el año 2032, diez años después de los eventos del corto Blade Runner Black Out 2022, e incluye personajes «familiares» del universo de Blade Runner.

### Blade Runner 2099
En noviembre de 2021, Ridley Scott declaró que se había escrito un piloto para una serie de televisión de Blade Runner, y es probable que el proyecto consista en episodios de 10 horas de duración. En febrero de 2022, se anunció oficialmente que la serie estaba en desarrollo, con el título de Blade Runner 2099. Silka Luisa se ha sumado al proyecto como escritora y productora ejecutiva. Scott, Andrew Kosove, Broderick Johnson, Michael Green, Ben Roberts, Cynthia Yorkin, David W. Zucker y Clayton Krueger participarán como productores ejecutivos adicionales. Scott está en las primeras negociaciones para servir como director de los episodios. El proyecto se está desarrollando como una producción conjunta entre Scott Free Productions, Amazon Studios y Alcon Entertainment. La serie está destinada a ser lanzada a través de transmisión como exclusiva de Amazon Prime Video.

### Potenciales secuelas deBlade Runner 2049
En una entrevista con Yahoo! durante una gira promocional del film The Martian (2015), Ridley Scott expresó interés en hacer películas adicionales. En octubre de 2017, Villeneuve dijo que esperaba que se hiciera una tercera película si 2049 tenía éxito. Hampton Fancher, guionista en los dos largometrajes, también reveló que estaba considerando revivir la idea de una vieja historia que involucra a Deckard en un viaje a otro país, y Ford dijo que estaría dispuesto a regresar si le gustaba el guion. En enero de 2018, Scott declaró que tenía «otra [historia] lista para evolucionar y ser desarrollada, así que ciertamente hay una por hacer con seguridad», en referencia a una tercera película de Blade Runner.

### Proyectos cancelados
En la década de 2000, Scott propuso una especie de secuela de Blade Runner titulada Metropolis en homenaje a la película clásica de Fritz Lang, pero la idea nunca llegó a buen término debido a problemas de derechos, aunque al menos un borrador fue escrito. En junio de 2009, The New York Times informó que Ridley Scott y su hermano Tony estaban trabajando en el proyecto Purefold, una serie de cortos de 5 a 10 minutos inspirados en Blade Runner y dirigidos primero a la web y posteriormente a la televisión. Debido a la falta de derechos, la serie no debía vincularse demasiado a los personajes o eventos de la película de 1982. Purefold finalmente se canceló en 2010 debido a problemas de financiación, aunque ese mismo año una productora de Scott, RSA Films, produjo los cortometrajes de la campaña publicitaria de Philips Parallel Lines, donde se incluían pequeñas referencias a Blade Runner.

## Recepción

### Comercial
Blade Runner se estrenó en 1295 salas de EE. UU. y Canadá el 25 de junio de 1982. El día 25 fue escogido por el productor Alan Ladd, Jr. porque el estreno de sus blockbusters Star Wars y Alien fue el 25 de mayo de 1977 y 1979 respectivamente. Sin embargo, aunque la recaudación norteamericana del primer fin de semana fue buena, con 6,15 millones de dólares, se redujo progresivamente hasta quedarse por debajo de las expectativas. Se suele indicar que un factor que contribuyó a la pobre acogida fue la coincidencia con el estreno de E.T., el extraterrestre, el 11 de junio, que dominaba la taquilla en ese momento. Blade Runner 2049 se estrenó en 4058 cines norteamericanos el 6 de octubre de 2017, y si bien fue número 1 en la taquilla al lograr allí 31,5 millones de dólares en su primer fin de semana, la cifra fue menor a la esperada. No obstante, al igual que ocurrió con la Blade Runner original, sí logró gran éxito en el mercado doméstico, llegando a ser tras su lanzamiento la tercera película más vendida en 2018.
| Blade Runner                                                        | 25 de junio de 1982  | 32 868 943  | Desconocido | (E)32 868 943 | 28 000      | [ 147 ] [ 150 ] |
| Blade Runner 2049                                                   | 6 de octubre de 2017 | 92 054 159  | 167 185 499 | 259 239 658   | 150‑185 000 | [ 151 ] [ 152 ] |
| Total                                                               | Total                | 124 254 197 | 167 185 499 | 292 108 601   | 178‑213 000 |                 |
| Indicador(es) de lista(s) - (E) Datos según información disponible. |                      |             |             |               |             |                 |

### Crítica
Tras su estreno, la crítica se mostró dividida con Blade Runner. Inicialmente fue menospreciada por algunos al no encajar con el canon de película de acción que hacía prever el marketing del estudio, así como por el uso de los efectos especiales, que según varios críticos situaba a la historia en segundo plano. Otros por el contrario alabaron su complejidad y predijeron que acabaría siendo revaluada. Pauline Kael de The New Yorker manifestó que «Scott parece estar atrapado en sus propios callejones, sin mapa», y Roger Ebert o Gene Siskel criticaron igualmente el film, aunque después rectificarían sus reseñas iniciales. Con el transcurso de los años, la crítica la ha pasado a considerar de manera global como una obra capital de gran influencia temática y estética en el cine moderno. Respecto a Blade Runner 2049, fue aclamada de forma inmediata casi unánimemente, prevaleciendo las muestras de satisfacción a nivel narrativo y reseñándose muy positivamente su aspecto técnico y visual. A. O. Scott del New York Times la denominó «un rompecabezas narrativo cuidadosamente diseñado» que «trata tanto de honrar al original como de liberarse de su considerable sombra».
| Película          | Rotten Tomatoes    | Rotten Tomatoes      | Rotten Tomatoes      | Metacritic      | Metacritic       | CinemaScore | IMDb                | FilmAffinity        |
| Película          | Críticos           | Críticos importantes | Audiencia            | Críticos        | Audiencia        | CinemaScore | IMDb                | FilmAffinity        |
| ----------------- | ------------------ | -------------------- | -------------------- | --------------- | ---------------- | ----------- | ------------------- | ------------------- |
| Blade Runner      | 90 % (117 reseñas) | 85 % (27 reseñas)    | 91 % (337 703 votos) | 84 (15 reseñas) | 8.8 (1152 votos) |             | 8.1 (640 419 votos) | 8.1 (134 125 votos) |
| Blade Runner 2049 | 88 % (432 reseñas) | 91 % (54 reseñas)    | 81 % (59 978 votos)  | 81 (54 reseñas) | 8.3 (2207 votos) | A-          | 8.0 (394 130 votos) | 7.1 (37 497 votos)  |
| Promedio          | 89 %               | 88 %                 | 86 %                 | 83              | 8.6              | A-          | 8.1                 | 7.6                 |

### Premios y nominaciones
Las películas de la franquicia han sido nominadas a destacados premios, siendo los más importantes:
| Premios Óscar                                          |          |          |
| Mejor fotografía                                       |          | Ganadora |
| Mejor diseño de producción / Mejor dirección artística | Nominada | Nominada |
| Mejor edición de sonido                                |          | Nominada |
| Mejor sonido                                           |          | Nominada |
| Mejores efectos visuales                               | Nominada | Ganadora |
| Premios Globo de Oro                                   |          |          |
| Mejor banda sonora                                     | Nominada |          |
| Premios BAFTA                                          |          |          |
| Mejor director                                         |          | Nominada |
| Mejor música original                                  | Nominada | Nominada |
| Mejor fotografía                                       | Ganadora | Ganadora |
| Mejor montaje                                          | Nominada | Nominada |
| Mejor diseño de producción                             | Ganadora | Nominada |
| Mejor diseño de vestuario                              | Ganadora |          |
| Mejor maquillaje y peluquería                          | Nominada | Nominada |
| Mejor sonido                                           | Nominada | Nominada |
| Mejores efectos visuales                               | Nominada | Ganadora |
| Premios Hugo                                           |          |          |
| Mejor representación dramática                         | Ganadora | Nominada |

## Música

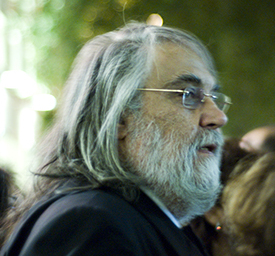
El compositor griego Vangelis se hizo cargo de la banda sonora de Blade Runner.

La música que el compositor griego Vangelis realizó para Blade Runner es considerada una pieza de gran importancia en el género de la electrónica, una de las bandas sonoras más influyentes, y uno de los pilares de la reputación del film. Ha sido descrita como una combinación melódica y oscura que emplea tanto elementos clásicos como sintetizadores futuristas, haciendo uso de géneros como música electrónica, ambient o new age para construir el paisaje sonoro del retrofuturo noir que Scott imaginó en Los Ángeles de 2019. Vangelis, que sería galardonado con el Óscar por Chariots of Fire durante la grabación, compuso y ejecutó la música con sintetizadores en casi su totalidad, siendo el más empleado su Yamaha CS-80, uno de los primeros sintetizadores polifónicos. Con un Emulator usó el entonces novedoso sampleado, capturando el sonido de instrumentos acústicos, como percusión o arpas, para poder manipularlos desde un teclado durante las improvisaciones que realizaba mientras visualizaba las escenas. También empleó efectos de sala, añadió en «Love Theme» el saxo tenor del músico de jazz Dick Morrissey, y contó con las voces de Mary Hopkin, Don Percival y Demis Roussos, así como las del coro English Chamber Choir. El músico Peter Skellern contribuyó escribiendo la letra para la canción «One More Kiss, Dear». La película también usa «Memories of Green», ya presente en el álbum de Vangelis See You Later. Junto con las composiciones y texturas ambientales del compositor griego, la música del film incluye el tema japonés «Ogi No Mato» de Ensemble Nipponia, perteneciente al lanzamiento de Nonesuch Records Traditional Vocal and Instrumental Music, así como «Pompeii 76 A.D.», extraído del álbum Harps of the Ancient Temples de Gail Laughton. Las grabaciones tendrían lugar entre diciembre de 1981 y abril de 1982 en los Nemo Studios de Londres.
A pesar de la buena acogida por parte del público y la crítica —sería nominada en 1983 al premio BAFTA y al Globo de Oro como mejor banda sonora— y la promesa de un álbum por parte de Polydor Records al final de los créditos, el lanzamiento de la grabación original se retrasó durante más de una década. Según la productora Katherine Haber, uno de los motivos fue los desencuentros entre Vangelis y Scott. En 1982 se publicó un primer lanzamiento oficial, aunque no se trataba de la música real del film sino de una adaptación orquestal interpretada por la New American Orchestra. Algunos temas originales de la película saldrían por primera vez en 1989 en el recopilatorio Themes, pero eso no evitó la aparición de una cantidad importante de bootlegs durante años. Una de esas cintas piratas afloraría para 1982 en las convenciones de ciencia ficción y se haría popular debido al retraso de la versión oficial. En 1993, Off World Music creó un CD pirata que acabaría siendo más extenso que el álbum oficial de la banda sonora de Vangelis, que saldría finalmente en junio de 1994, 12 años después del estreno del film. Un bootleg de Gongo Music presentó en 1995 material muy similar al de Off World Music. Otros dos bootlegs aparecieron posteriormente: el Esper Edition (2002), y Los Angeles, November 2019 (2003). En 2007 tuvo lugar el segundo lanzamiento oficial de la banda sonora original, un compilado con tres CD de música de Vangelis bajo el nombre de Blade Runner Trilogy. 25th Anniversary. El primer disco contiene la banda sonora de 1994, el segundo presenta temas inéditos de la película, y el tercer disco es música posterior compuesta por Vangelis e inspirada en el film.
En agosto de 2016 se informó que el compositor islandés Jóhann Jóhannsson, colaborador habitual de Denis Villeneuve, iba a realizar la música para Blade Runner 2049, descartándose así el retorno de Vangelis. En julio de 2017, Villeneuve reveló que el compositor Hans Zimmer trabajaría con Benjamin Wallfisch y el propio Jóhannsson. Sin embargo, a inicios de septiembre el agente de Jóhann confirmó que el compositor islandés ya no estaba involucrado en el film, estándole prohibido por contrato efectuar cualquier comentario al respecto. Posteriormente se supo que Jóhannsson dejó el proyecto porque Villeneuve quería «algo más cercano a Vangelis». Según Epic Records, Zimmer y Wallfisch intentaron continuar el legado de la música original de Blade Runner al incorporar elementos como el sintetizador Yamaha CS-80, modelo que había usado Vangelis. Además, la banda sonora incluye una versión del tema «Tears in Rain» del primer film bajo el título «Tears in the Rain», varias canciones clásicas cantadas por Frank Sinatra y Elvis Presley, y el tema inédito «Almost Human», interpretado por Lauren Daigle y que había aparecido en los créditos finales de Blade Runner Black Out 2022 .
El álbum de la banda sonora de Blade Runner 2049 salió al mercado el 5 de octubre de 2017, y una versión física en formato CD de dos discos fue lanzada por Epic Records en los Estados Unidos el 27 de octubre de 2017, estando limitada a 2049 copias. El 15 de diciembre salió a la venta una edición en doble vinilo acotada a 2500 ejemplares. Zimmer y Wallfisch fueron nominados al BAFTA a la mejor música original, entre otros premios. Los canadienses Blitz//Berlin hicieron la música del cortometraje 2036: Nexus Dawn, y el músico electrónico Flying Lotus fue el encargado de la banda sonora de Blade Runner Black Out 2022.
La banda sonora del videojuego Blade Runner (1997) fue compuesta por Frank Klepacki. Blade Runner Partnership permitió a Westwood el uso de la música del film, pero no aprobaron el acceso a las grabaciones originales, por lo que Klepacki reprodujo parte de los temas de Vangelis de oído, además de componer nuevas piezas inspiradas en ese estilo. Aunque en 2000 ya apareció un bootleg llamado Westwood Edition, el lanzamiento oficial fue hacia 2010 en streaming a través de la página web de Klepacki.

## Efectos especiales

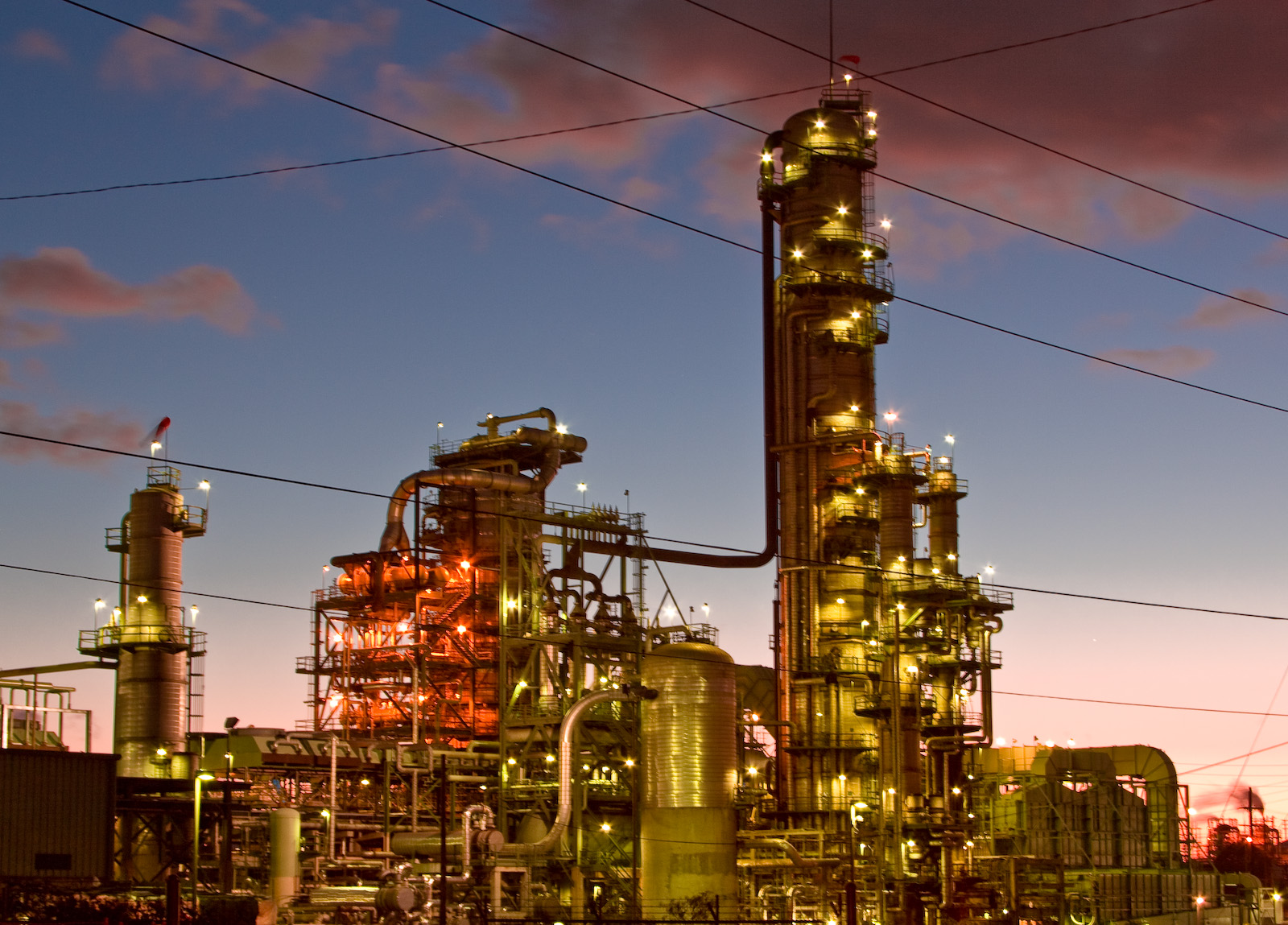
La maqueta del paisaje del «Hades» diseñado por Tom Cranham usó latón fotograbado con siluetas de las refinerías de Torrance y El Segundo (en la imagen) creadas por el equipo de Mark Stetson.

Los efectos especiales de Blade Runner han sido recurrentemente situados entre los mejores de todos los tiempos, al utilizar con el máximo potencial la tecnología disponible entonces —no digital— y por la integración y consonancia con el resto de elementos. Douglas Trumbull, Richard Yuricich y David Dryer fueron los supervisores de todos los efectos visuales presentes en la película. Además de pinturas mate dibujadas por Matthew Yuricich, Rocco Gioffre y Michele Moen, y numerosos modelos a escala, las técnicas empleadas incluyeron exposiciones en varias etapas. Para algunas escenas se iluminó el set, se filmó, se rebobinó la cinta, y luego se volvió a grabar con una iluminación diferente. En varios casos esto se hizo 17 veces en total. Las cámaras usaban con frecuencia el entonces novedoso sistema de motion control photography para poder así reproducir múltiples movimientos de forma idéntica.
Muchos efectos utilizaron técnicas y miniaturas que se habían desarrollado durante la producción de Close Encounters of the Third Kind, en la que participó el propio Trumbull. Una maqueta original del Halcón Milenario de Star Wars también se usó para recrear uno de los edificios cercanos a la comisaría de policía.  Tom Cranham diseñaría las pirámides de Tyrell Corporation bajo las indicaciones de Trumbull y Scott, inspirándose además en la arquitectura maya y egipcia, así como en los zigurats mesopotámicos. Se realizó únicamente el modelo a escala de una de las pirámides, siendo después duplicada con técnicas fotográficas. También diseñó el complejo petroquímico que rodea la ciudad de Los Ángeles, bautizado como el «Hades» por el equipo de efectos especiales, del que se haría una maqueta de cuatro metros de largo por seis de ancho. Para recrear la sensación de profundidad en la misma, se usó latón fotograbado con siluetas de las refinerías de Torrance y El Segundo elaboradas por el equipo de Mark Stetson. Douglas Trumbull, Richard Yuricich y David Dryer fueron nominados tanto al Óscar como al BAFTA a los mejores efectos visuales.

Los paisajes externos creados por los técnicos de efectos son, a través del uso que [Ridley] Scott hace de ellos, transformados en los paisajes interiores derruidos y deprimidos de las mentes de los personajes. Este enfoque convierte el aparentemente vacío instante visual de Scott en un sofisticado medio para transmitir el carácter sin depender del diálogo o la voz en off. En otras palabras, ya no es una mera técnica sino una parte de un estilo que eleva al conjunto, utilizando técnicas cinematográficas en lugar de las convencionales literarias o dramáticas.
—Steve Biodrowski, editor de Cinefantastique Online, sobre los efectos especiales de Blade Runner

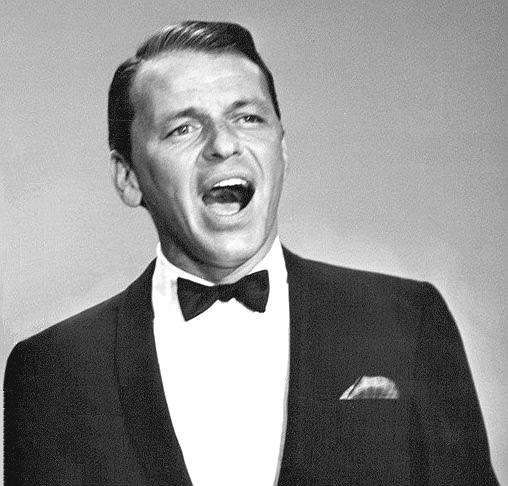
En Blade Runner 2049, un holograma de Frank Sinatra aparece en el casino para cantar «One for My Baby (and One More for the Road)». Esto se logró insertando digitalmente su rostro a un doble.

Respecto a la secuela, Blade Runner 2049, los principales encargados de los VFX fueron Richard R. Hoover, Paul Lambert, Gerd Nefzer y John Nelson, quienes lograrían por este trabajo el Óscar y el BAFTA a los mejores efectos visuales, entre otros premios. Aunque se usó CGI para la modificación de los escenarios reales o la creación de los hologramas, también se emplearon maquetas a escala al igual que en el primer film, sobre todo para recrear la ciudad de Los Ángeles y la extensión de basura «Trash Mesa» de las afueras. Parte de las estatuas en el acercamiento de K al casino de Las Vegas fueron erigidas a tamaño real, mezclándose después con otras estructuras digitales. Para hacer los hologramas de las figuras históricas de la música y el cine que aparecen en el casino, se usaron como dobles de cuerpo a imitadores de Elvis Presley, Marilyn Monroe, Liberace o Frank Sinatra, a los que se les superpusieron los rostros digitalmente. En la recreación de Rachael se emplearon planos de Blade Runner y captura de movimientos de Sean Young y la doble de cuerpo Loren Peta. La enorme presa «Sepulveda Sea Wall» fue desarrollada por ordenador, aunque el equipo de rodaje construyó su parte inferior en los Korda Studios dentro de un tanque con capacidad para 3,7 millones de litros de agua, usándose excavadoras para generar artificialmente las grandes olas.

## Diseño
Blade Runner tuvo como uno de sus referentes a Metrópolis (1927) de Fritz Lang, considerada una de las obras cumbre del cine expresionista alemán y cuyas edificaciones se habían basado en el art déco y en los diseños de arquitectos como Bruno Taut o Antonio Sant'Elia. Ridley Scott da crédito también al cuadro Nighthawks (1942) de Edward Hopper y a la historieta breve The Long Tomorrow (1975), escrita por Dan O'Bannon y dibujada por Moebius (alias de Jean Giraud), como fuentes estilísticas para la ambientación. Scott contrató a Syd Mead como artista conceptual y ambos recibieron gran influencia de los cómics de la revista francesa de ciencia ficción Métal Hurlant (llamada Heavy Metal en EE. UU.), en la que Moebius contribuía. Moebius recibió la oferta de trabajar en la preproducción de Blade Runner, la cual declinó para poder hacer con René Laloux la película animada Les Maîtres du temps, decisión de la que más tarde se arrepentiría. A pesar de que Mead inicialmente solo iba a diseñar parte del atrezo y los vehículos, era habitual en él situar sus dibujos en un entorno arquitectónico, por lo que posteriormente acabó siendo muy importante en la estética del mundo de Blade Runner, realizando algunas pinturas mate y los diseños de gran parte de los edificios, habitaciones, señales, luces de neón, parquímetros, la máquina Voight-Kampff, etc. Entre los automóviles que ideó se encuentran los Spinner, el sedán de Deckard, el sedán de la policía, los taxis Metrokab, el camión de J.F. Sebastian o los cupés «Everyman Car». Al no estar sindicado, no pudo ser acreditado bajo ninguno de los puestos habituales, por lo que oficialmente se le asignó el rol de «futurista visual».

Éramos totalmente inconscientes de lo que podría suponer [...] nos limitábamos a configurar una estética acorde con la historia. Mezclamos muchos estilos —lo clásico, lo moderno, el art decó, etcétera— y el resultado final, afortunadamente, fue muy interesante. Blade Runner es, verdaderamente, un filme único, irrepetible [...] aprendí que para ser un creador debes olvidar las reglas y proceder con ingenuidad. También se reafirmó mi idea de que la fantasía es para la mente lo que el aire para el cuerpo.
—Syd Mead, para La Vanguardia (1990)

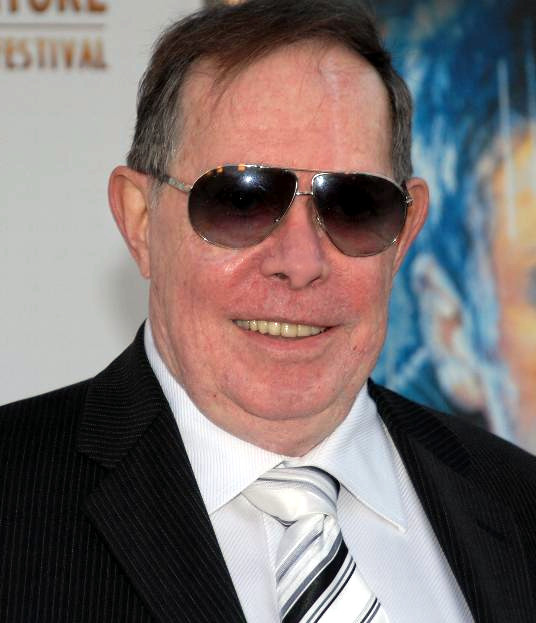
Syd Mead recibió el crédito de «futurista visual» del film, y su arte conceptual fue el punto de partida para su diseño estético.

Lawrence G. Paull (diseñador de producción), David Snyder (director de arte) o Linda DeScenna (decoradora de set), entre otros, encabezaron el departamento artístico e hicieron realidad los bocetos de Scott y Mead. Además de por los referentes anteriormente mencionados, la densidad de elementos y texturas en los decorados estuvo inspirada por el cine negro, ciudades como Tokio, Hong Kong, Nueva York y Milán, o arquitectos como Frank Lloyd Wright y Antoni Gaudí. El interior del apartamento de Deckard fue diseñado para que pareciera una cueva y contó con baldosas realizadas con moldes de la Ennis House de Frank Lloyd Wright, de inspiración maya. Por su parte, el club nocturno «The Snake Pit» de Taffey Lewis fue construido en el mismo estudio que el apartamento de Sebastian, con una decoración inspirada en el art déco del Wiltern Theatre. El interior de la oficina de Tyrell estaba basado en la arquitectura egipcia, mientras que el dormitorio del magnate fue ornamentado para que «pareciera el dormitorio del papa, muy elaborado, con decoración muy ecléctica», en palabras de Paull. Jim Burns trabajó brevemente en el diseño de los vehículos Spinner, Stephen Dane fue el ayudante de dirección de arte y diseñó los camiones cisterna y los autobuses, y Gene Winfield se encargó con su equipo de construir los 25 vehículos que se fabricaron específicamente para el film. Lawrence G. Paull, David Snyder y Linda DeScenna recibieron una nominación al Óscar a la mejor dirección artística, y Paull ganó el BAFTA al mejor diseño de producción. Además, Paull, Douglas Trumbull y Syd Mead, fueron galardonados con el premio al logro especial del Círculo Londinense de Críticos de Cine por sus conceptos visuales. La estética y el diseño de producción del film están considerados entre los más influyentes de la historia del cine.

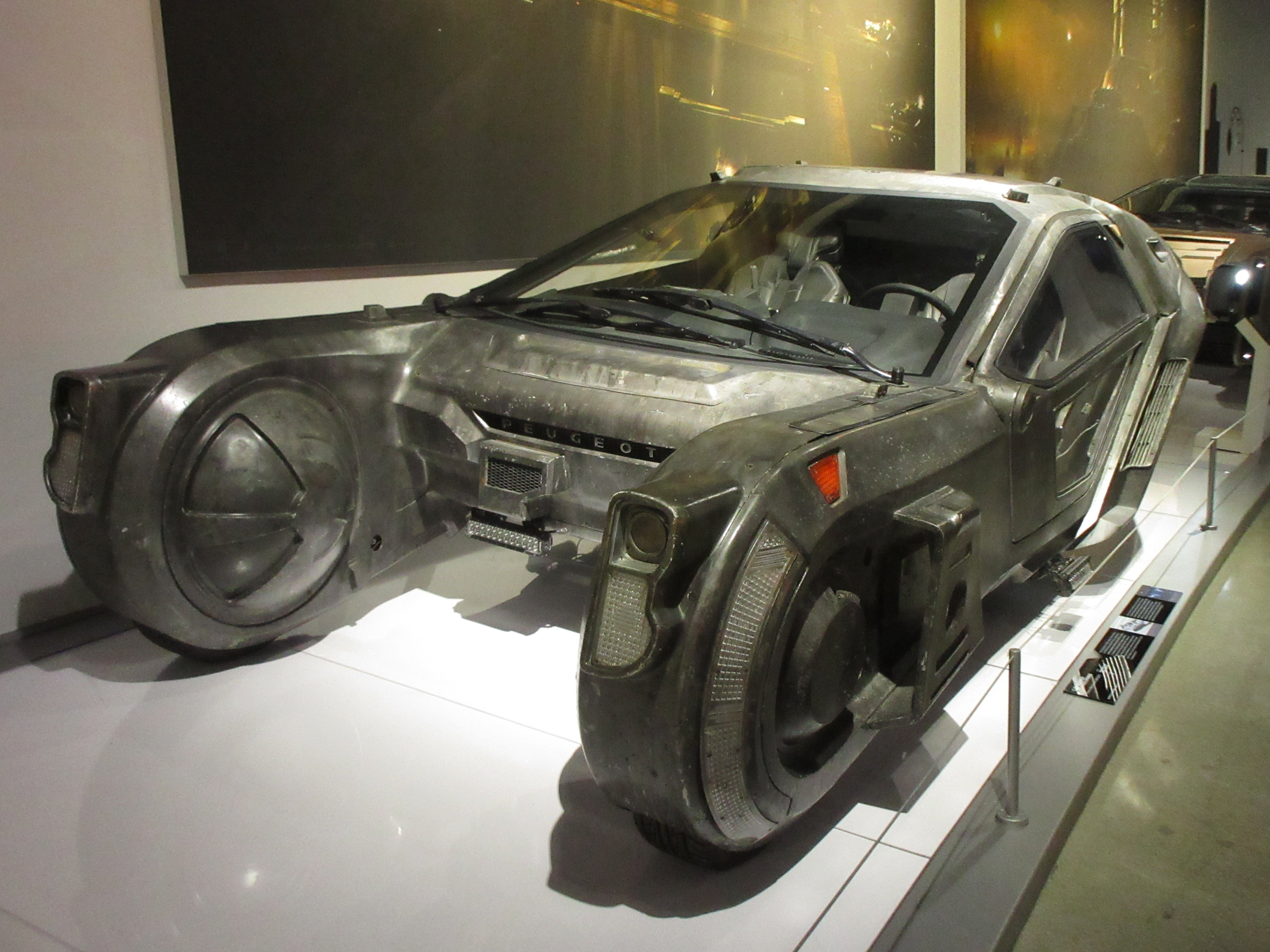
Spinner original de K en Blade Runner 2049, expuesto en el Petersen Automotive Museum de Los Ángeles de 2019 a 2020.

Para la secuela, Blade Runner 2049, se contó con Dennis Gassner como diseñador de producción y Alessandra Querzola como decoradora de set, que serían nominados entre otros premios al Óscar y al BAFTA al mejor diseño de producción. Gassner señaló que su primera prioridad fue el diseño del nuevo modelo de Spinner —más robusto, angular y brutal que el de la primera película, según sus palabras— y que este marcaría el patrón para el resto del universo.

[El Spinner] es realmente un personaje en sí mismo porque era una extensión de lo que era K [...] Trabajamos muy duro en encontrar el tono para eso. A partir de ahí, vinieron los demás ambientes [...] Siempre era acerca de enfrentarse a los elementos... el muro marino para proteger la ciudad de las inundaciones [...] Se trataba de la supervivencia de las personas que permanecían en ese mundo.
—Dennis Gassner, diseñador de producción de Blade Runner 2049

El movimiento arquitectónico de Secesión húngaro inspiró gran parte del diseño artístico del film, rodándose varias escenas en la propia Budapest. Para realizar el laboratorio de Ana Stelline se usó como inspiración el Cocoon, una estructura en forma de huevo ubicada en el Museo de Historia Natural de Londres, mientras que para el exterior e interior de la Wallace Tower se emplearon reminiscencias de la arquitectura del Antiguo Egipto, así como el diseño del suelo de un templo visitado por Gassner en Kioto. Para la escena de la azotea del piso de K, Gassner ideó una gran señal de neón en japonés escrita en katakana con la inscripción «メビウス アパート» («Apartamento Moebius» en español), como homenaje a Jean Giraud (Moebius), uno de los artistas que inspiraron el estilo visual de la primera película. Syd Mead, principal artista conceptual de la Blade Runner original, volvió a ser contratado para realizar una parte del diseño de Las Vegas, y Roger Deakins señaló que las imágenes rojizas de dicha ciudad se basaron en la tormenta de polvo de Australia en 2009. Al respecto del estilo visual, el director Denis Villeneuve ha manifestado que decidió que «así como la primera película tenía una atmósfera de lluvia constante, en esta sería más fría», aunque añade: «Intenté encontrar un equilibrio con explosiones de color que expresaran ciertas emociones y temas [...] el color amarillo es muy importante en la película y está relacionado con diferentes aspectos de la historia».

## Otros medios

### Libros

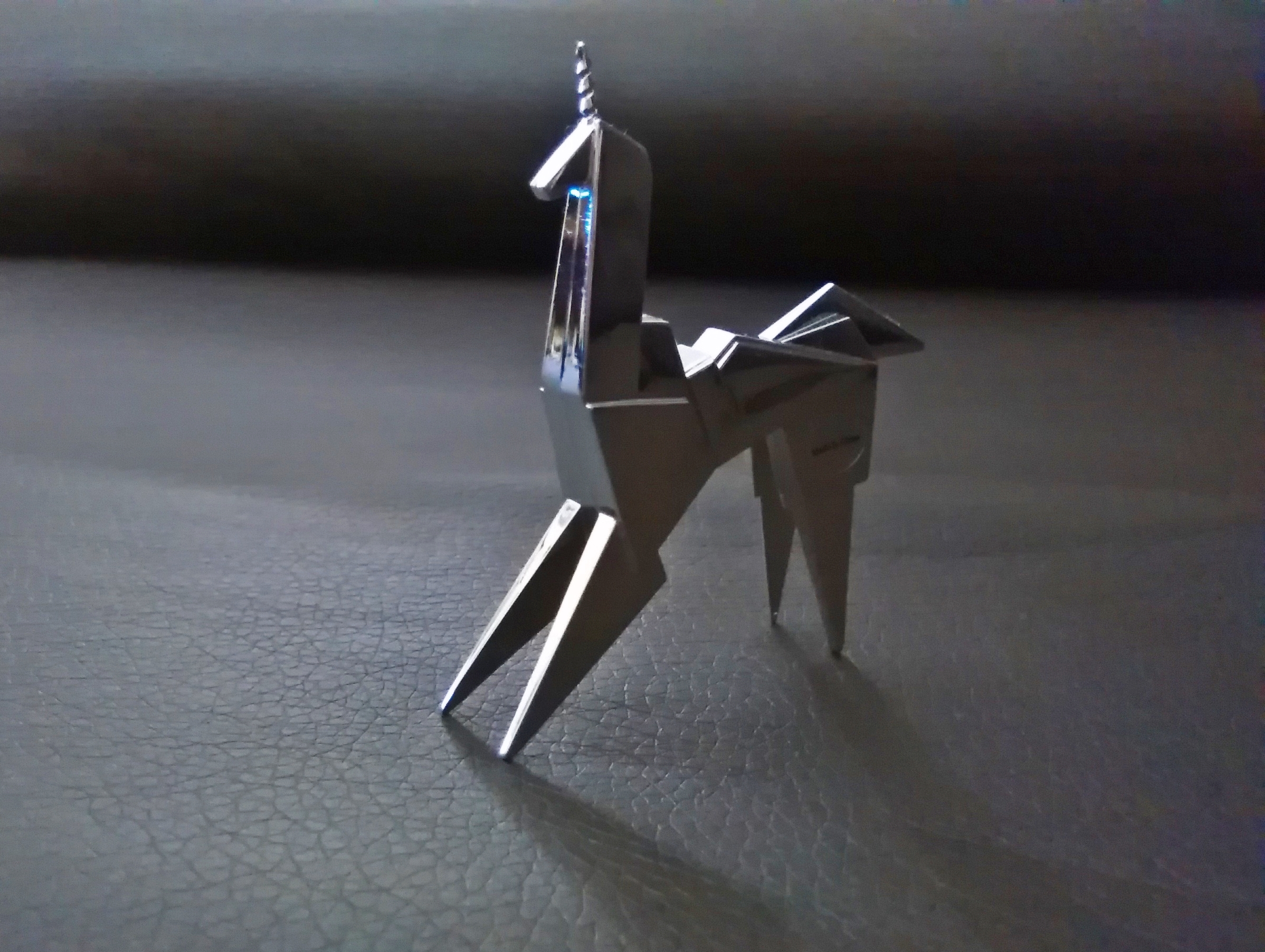
La cuestión sobre si Rick Deckard es en realidad un replicante ha sido ampliamente discutida en libros, documentales y otros medios.

Antes de que se iniciara el rodaje, Paul M. Sammon recibió un encargo de la revista Cinefantastique para escribir un artículo sobre la producción de Blade Runner. Su detallada observación e investigación le sirvieron para publicar, en 1996, el libro Future Noir: The Making of Blade Runner, que ha recibido habitualmente el apodo de «la Biblia de Blade Runner». La obra describe la evolución de la producción del film, así como las políticas y dificultades en el plató, conteniendo además biografías, citas, fotografías del rodaje y bocetos preliminares de la película. Una segunda edición de Future Noir se publicó en 2007. Con motivo del estreno de Blade Runner 2049, en 2017 se lanzó una versión actualizada, Future Noir Revised & Updated Edition: The Making of Blade Runner.
Un libro sobre la creación de los efectos especiales de Blade Runner fue escrito por Don Shay bajo el título Blade Runner: The Inside Story. Ilustrado con numerosas fotografías y publicado originalmente en julio de 1982 como el n.º. 9 de la revista Cinefex, para 2003 fue reimpreso en tapa dura por Titan Books. En 2017 se publicó The Art and Soul of Blade Runner 2049, una guía visual sobre el diseño artístico de Blade Runner 2049 por Tanya Lapointe. La autora documentó el desarrollo del film durante dos años, obteniendo acceso al proceso creativo. Incluye numerosas imágenes de arte conceptual, guiones gráficos, y fotografías de la producción. Lapointe también publicó Blade Runner 2049 - Interlinked - The Art en agosto de 2020 con material acerca del desarrollo estético del film.
Entre los numerosos libros académicos escritos sobre Blade Runner se encuentran BFI Modern Classics: Blade Runner de Scott Bukatman, Blade Runner: York Film Notes de Nick Lacey, Retrofitting Blade Runner: Issues in Ridley Scott’s Blade Runner de la editora Judith B. Kerman, Blade Runner: Cultographies de Matt Hills, The Blade Runner Experience: The Legacy of a Science-Fiction Classic del editor Will Brooker, o Film Architecture: From Metropolis to Blade Runner de Dietrich Neumann. Dos autobiografías de personas que participaron en el rodaje de Blade Runner incluyen amplia información sobre la película: All Those Moments: Stories of Heroes, Villains, Replicants, and Blade Runners, escrita por el actor Rutger Hauer y por Patrick Quinlan, y Blade Runners, Deer Hunters, and Blowing the Bloody Doors Off: My Life in Cult Movies del productor Michael Deeley, coescrita con Matthew Field.

### Novelas

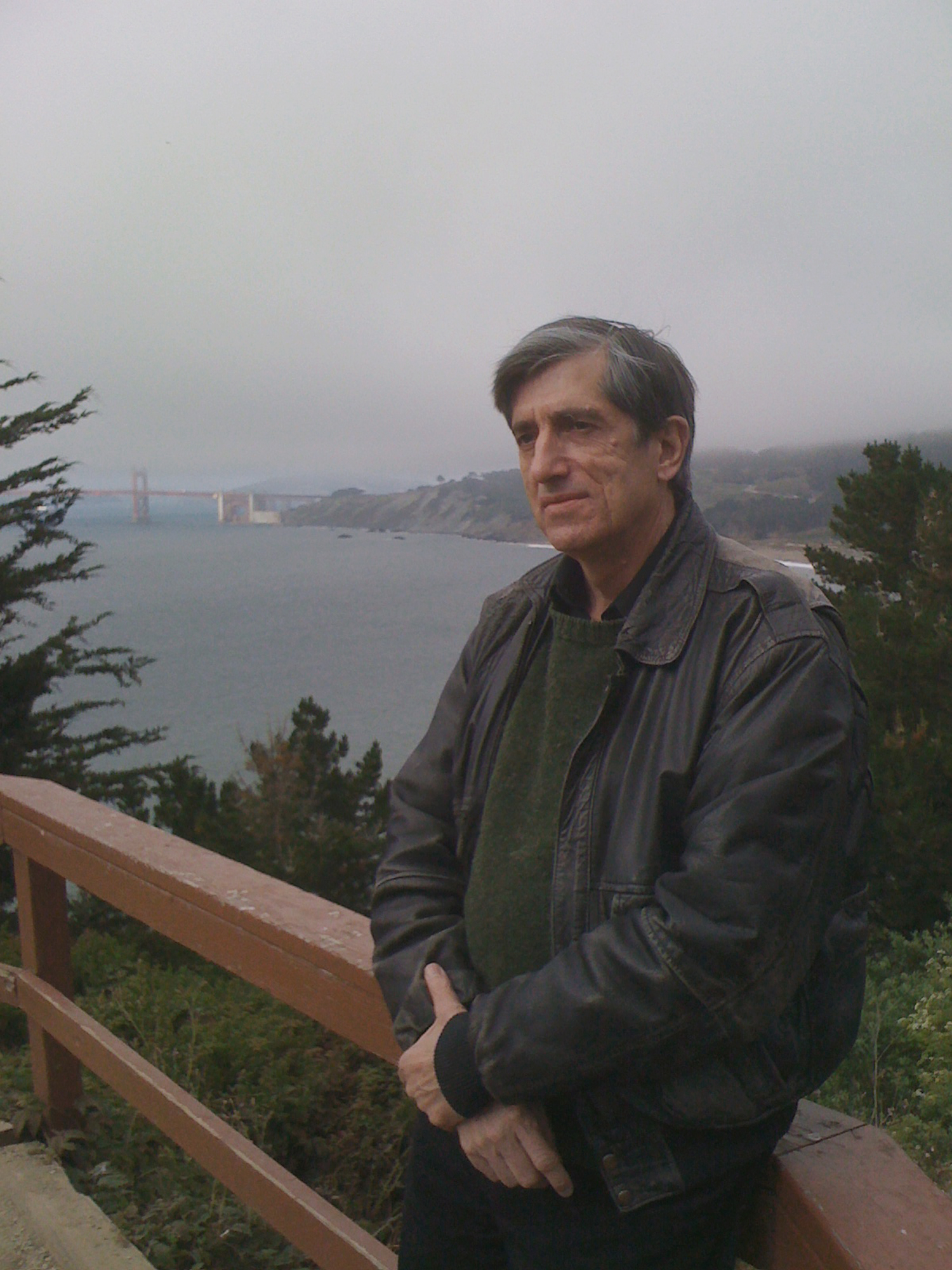
K. W. Jeter escribió tres novelas oficiales como secuelas del primer film y el libro, aunque no son consideradas canónicas.

Cuatro novelas oficiales han sido escritas como parte del universo de Blade Runner: una novelización de la primera película por Les Martin y tres secuelas escritas por K. W. Jeter. Al presentar el primer libro de Jeter algunas incongruencias con Blade Runner y Blade Runner 2049, incluyendo el regreso de un personaje muerto, J.F. Sebastian, o la modificación de la naturaleza de Pris, son consideradas parte de un universo expandido no canónico.

#### Blade Runner: A Story of the Future
Philip K. Dick rechazó una oferta de cuatrocientos mil dólares para escribir una novelización de Blade Runner y contó que: «Me dijeron que la novelización barata tendría que apelar a la audiencia de doce años» y que «probablemente habría sido desastrosa para mí artísticamente». Agregó que insistió en «sacar la novela original y no hacer la novelización [...] Finalmente, reconocieron que había una razón legítima para volver a publicar la novela, a pesar de que les costó dinero. Fue una victoria no solo de obligaciones contractuales sino de principios teóricos». ¿Sueñan los androides con ovejas eléctricas? se reimprimió finalmente como producto licenciado, con un cartel del film como portada y el nombre original entre paréntesis debajo del título Blade Runner. Tras la muerte de Dick y varias negociaciones con los herederos, en 1982 se lanzó la novelización de la película bajo el nombre Blade Runner: A Story of the Future, escrita por Les Martin.

#### Blade Runner 2: The Edge of Human
Hacia 1994, K. W. Jeter, amigo de Philip K. Dick, comenzó a escribir una serie de novelas que servirían como continuación del film y del libro original. La primera de ellas, Blade Runner 2: The Edge of Human, se publicó en 1995. Se desarrolla varios meses después de los eventos de Blade Runner, con Deckard viviendo en una cabaña aislada en las afueras de Los Ángeles, y manteniendo a Rachael dentro de una cápsula que ralentiza el envejecimiento replicante. Deckard es acusado de matar a un humano por error y es solicitado por Sarah Tyrell —sobrina y heredera de Eldon Tyrell, además de plantilla humana al crear a Rachael— para cazar a un replicante perdido a cambio de la tecnología que permite a Rachael vivir. Mientras, Roy Batty, el modelo humano usado para crear al replicante homónimo, reclama a Dave Holden, blade runner previamente atacado por Leon, para ayudarlo a cazar a quien él cree que es el sexto replicante: Deckard. En 1997, Stuart Hazeldine adaptó la novela en un guion cinematográfico, Blade Runner Down, pero el proyecto nunca llegó a materializarse.

#### Blade Runner 3: Replicant Night
Para 1996, K. W. Jeter publicó la novela Blade Runner 3: Replicant Night, secuela de su anterior trabajo. La trama del libro sigue a Rick Deckard, que ahora vive en Marte, mientras es asesor de un equipo de filmación que rueda la historia de sus días como blade runner. Deckard tendrá que realizar una misión en nombre de los replicantes, y paralelamente, el misterio que rodea los inicios de Tyrell Corporation va saliendo a la luz después de que Sarah Tyrell encuentre una niña cuyo nombre es Rachael y que resulta ser su hermana gemela. La idea de que los replicantes puedan reproducirse fue rescatada para Blade Runner 2049.

#### Blade Runner 4: Eye and Talon
Blade Runner 4: Eye and Talon (2000), también conocida como Blade Runner 4: Beyond Orion, es la tercera novela escrita por K. W. Jeter dentro del universo Blade Runner. La historia tiene lugar al mismo tiempo que los eventos de Blade Runner 3: Replicant Night y sigue a Iris, una blade runner a la que se encarga la tarea de encontrar el «búho real» de Eldon Tyrell. Su hallazgo parece tener una enorme importancia para Tyrell Corporation y otras organizaciones, pues formaría parte del plan del magnate para conseguir la inmortalidad. Es la única de las tres secuelas de Jeter que no ha sido traducida al español.

### Cómics

#### A Marvel Comics Super Special: Blade Runner

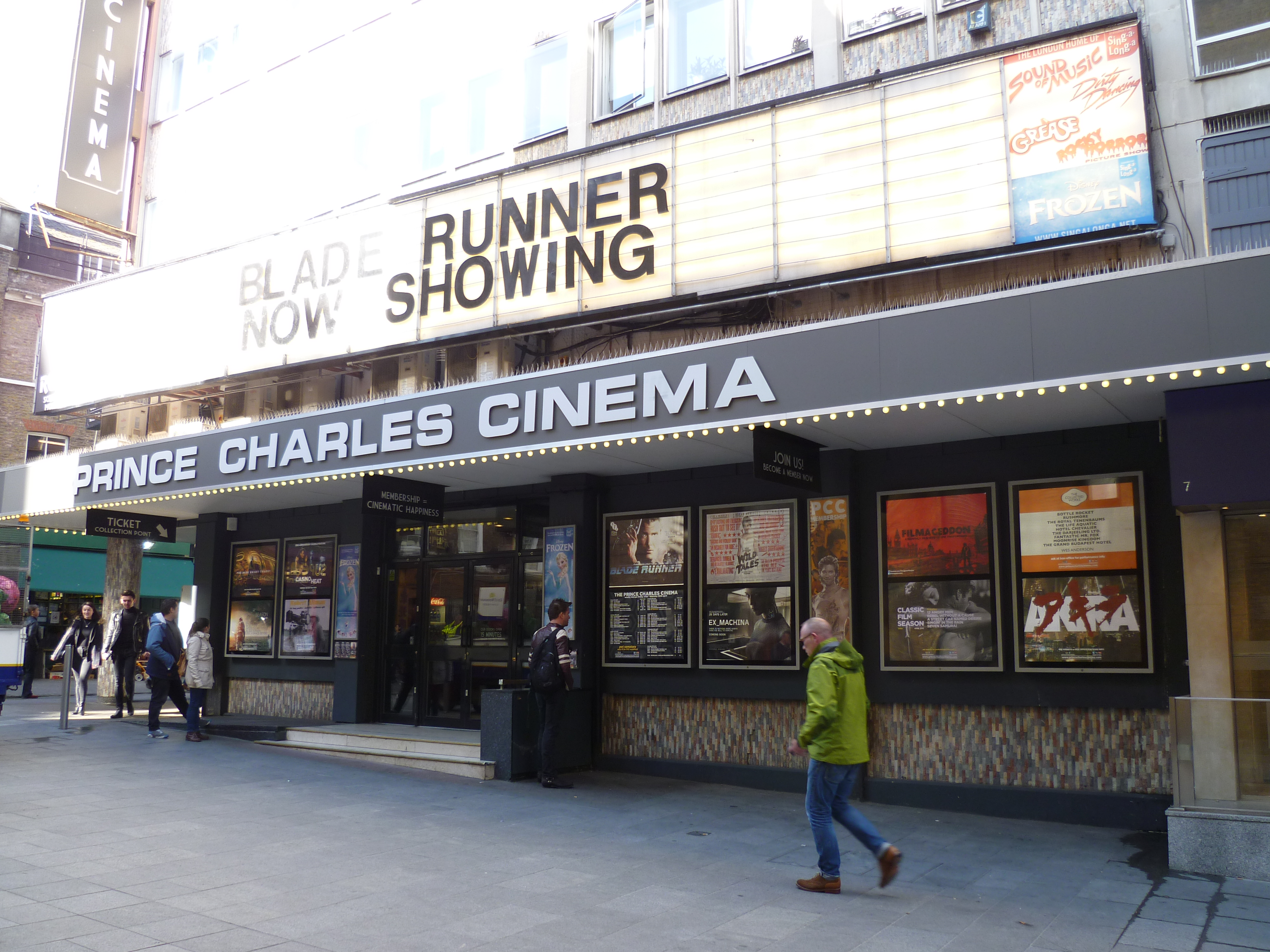
La adaptación a cómic de Marvel incluye una posible explicación del significado del nombre «Blade Runner»: «Blade Runner. You're always movin' on the edge» (en español, «Blade runner. Siempre te estás moviendo en el filo»).

Archie Goodwin escribió el guion de la adaptación para cómic de Blade Runner, titulada A Marvel Comics Super Special: Blade Runner y publicada en septiembre de 1982 como el 22.º número de la serie Marvel Comics Super Special. Fue ilustrada por Al Williamson, Carlos Garzon, Dan Green y Ralph Reese, con la portada de la primera edición dibujada por Jim Steranko. Originalmente se trataba de una adaptación de 45 páginas, con cambios en el orden de alguna escena y en varias líneas narrativas y de diálogo. Se incluyó una posible explicación del significado del nombre de la unidad en el contexto de la historia: la narración «Blade Runner. You're always movin' on the edge» (en español, «Blade runner. Siempre te estás moviendo en el filo»), teniendo en cuenta que el término «blade runner» podría traducirse como «corredor en el filo». Ese mismo año se volvió a publicar en formato de miniserie de dos partes, y en Reino Unido fue reimpreso dentro del Blade Runner Annual publicado por Grandreams. La edición de bolsillo se publicó en blanco y negro y contiene fotografías de la película, siendo una de las ediciones de bolsillo de Marvel más raras. El cómic fue mal recibido en su lanzamiento inicial, siendo ridiculizado por lo que los críticos percibieron como pobre escritura. Crazy Magazine creó en 1982 un cómic en forma de parodia llamado Blade Bummer.

#### Do Androids Dream of Electric Sheep?
En 2009, BOOM! Studios publicó Do Androids Dream of Electric Sheep?, una serie limitada de comic book de 24 números y adaptación directa de la novela homónima de Philip K. Dick. Fue dibujada por Tony Parker y nominada para un Premio Eisner en la categoría de Mejor Serie Nueva. Los personajes de la adaptación fueron dibujados con un aspecto similar al que presentan en la película de 1982. La serie posee una valoración media de 7 sobre la base de 13 opiniones profesionales en el agregador de críticas Comic Book Roundup.

#### Dust to Dust
Para 2010, BOOM! Studios lanzó Dust to Dust, una nueva serie limitada de comic book de 8 números que sirve como precuela de los eventos de ¿Sueñan los androides con ovejas eléctricas? (1968), Blade Runner (1982) y Do Androids Dream of Electric Sheep? (2009). Escrita por Chris Roberson y dibujada por Robert Adler, detalla los días posteriores a la finalización de la Guerra Mundial Terminus. Fue comercializada con un adelanto digital de ocho páginas lanzado en iPad, iPhone y iPod touch. Se encuentra valorada con una nota media de 7.7 basada en 8 críticas profesionales en el sitio web Comic Book Roundup.

#### Blade Runner 2019,Blade Runner 2029,Blade Runner Origins, Blade Runner Black Lotus y Blade Runner 2039
El 4 de octubre de 2018 se anunció el lanzamiento de una nueva serie de cómics titulada Blade Runner 2019 que se ubicaría en el universo como secuela del primer film y dentro del canon. Fue escrita por Michael Green, coguionista de Blade Runner 2049, junto a Mike Johnson, y cuenta con las ilustraciones de Andrés Guinaldo. La serie tiene como protagonista a la blade runner Ash y está conformada por un total de 12 números, publicándose el primero de ellos el 17 de julio de 2019. Para el 20 de noviembre estuvo disponible el primer volumen recopilatorio de los tres que tuvo la colección. Posee una valoración media de 8.8 sobre la base de 20 críticas profesionales en la web Comic Book Roundup.
El 16 de diciembre de 2020 se inició la publicación de Blade Runner 2029, una nueva serie de cómics secuela de la anterior y desarrollada por los mismos autores. Para el 10 de marzo de 2021 se lanzó el primer número de otra nueva serie, Blade Runner Origins, una precuela ubicada en 2009. Está escrita por Mike Johnson, Mellow Brown y Kate Perkins, y se encuentra ilustrada por Fernando Dagnino.
El 10 de agosto de 2022 se inició la publicación de Blade Runner Black Lotus, un cómic que sirve de secuela a la serie de mismo nombre, continuando las aventuras de Elle. Esta está escrita por Nancy Collins, ilustrada por Enid Balam y coloreada por Marco Lesko. 
El 26 de abril de 2023 empezó la publicación de Blade Runner 2039, en este Ash se encuentra con su enemigo más peligroso hasta la fecha: LUV, el «primer ángel» de Niander Wallace, años antes de que amenace al detective K en Blade Runner 2049. Esta está escrita por Michael Johnson, ilustrada por Andres Guinaldo y coloreada por Marco Lesko. 

### Videojuegos
| | 1985 | Blade Runner                         | Shoot 'em up     | Andy Stodart, Ian Foster e Ian Ellery         | Commodore 64, ZX Spectrum y Amstrad CPC  |
| | 1997 | Blade Runner                         | Aventura gráfica | Westwood Studios                              | Microsoft Windows                        |
| | 2017 | Blade Runner 2049: Replicant Pursuit | Realidad virtual | Turtle Rock Studios y Alcon Interactive Group | Samsung Gear VR y Oculus Go              |
| | 2017 | Blade Runner 2049: Memory Lab        | Realidad virtual | Magnopus y Alcon Interactive Group            | Oculus Rift, Samsung Gear VR y Oculus Go |
| | 2017 | Blade Runner 9732 (no oficial)       | Realidad virtual | Quentin Lengele                               | HTC Vive                                 |
| | 2018 | Blade Runner: Revelations            | Realidad virtual | Seismic Games y Alcon Media Group             | Google Daydream                          |
| | 2018 | Blade Runner Nexus (versión beta)    | Rol              | Next Games y Alcon Interactive Group          | iOS y Android                            |
| Indicador(es) de lista(s) - Se indican con una casilla azul los videojuegos basados en Blade Runner y con una casilla naranja los inspirados mayoritariamente en Blade Runner 2049. |      |                                      |                  |                                               |                                          |

Hay tres videojuegos oficiales basados en la primera película: Blade Runner de 1985, distribuido por CRL Group PLC para Commodore 64, ZX Spectrum y Amstrad CPC, el también homónimo de 1997 como aventura gráfica desarrollada por Westwood Studios para Microsoft Windows, y Blade Runner: Revelations de 2018, un videojuego de realidad virtual de Seismic Games para Google Daydream. Los dos últimos presentan nuevos personajes e historias alternativas basadas en el mundo de Blade Runner junto con algunos caracteres de la película. En el de 1997 aparecen con diálogo varios personajes del film, con Sean Young, Brion James, James Hong, Joe Turkel y William Sanderson poniendo voz a sus respectivos roles. El jugador asume el papel de Ray McCoy, un blade runner que trabaja al mismo tiempo que Deckard. Fue además una de las primeras aventuras gráficas en utilizar a la vez personajes renderizados en 3D —con tecnología vóxel en lugar de polígonos— y un mundo de juego que progresaba en tiempo real, en contraposición a los que esperan las acciones del jugador. Por su parte, Blade Runner: Revelations se ubica en 2023 y es protagonizado por el blade runner Harper, apareciendo tres personajes del primer film: Gaff, Dave Holden y Lilith Tyrell, aunque interpretados por otros actores. Además, a finales de 2017 apareció un videojuego de realidad virtual no oficial pero que contó con autorización de Warner Bros.,  Blade Runner 9732, en el que se puede recorrer el apartamento de Rick Deckard.
Respecto a juegos oficiales inspirados en Blade Runner 2049, en 2017 aparecieron dos videojuegos de realidad virtual: Blade Runner 2049: Replicant Pursuit de Turtle Rock Studios para Samsung Gear VR y Oculus Go, y Blade Runner 2049: Memory Lab, desarrollado por Magnopus y compatible con Oculus Rift, Samsung Gear VR y Oculus Go. Este último fue nominado al Emmy a Mejor Programa Interactivo Original. En 2018 apareció la versión beta de Blade Runner Nexus, inicialmente llamado Blade Runner 2049, un videojuego para iOS y Android aún en fase de desarrollo.

### Juegos de mesa
Un prototipo de juego de mesa fue desarrollado en California en 1982 con reglas parecidas al Scotland Yard, aunque nunca se llegó a producir a gran escala. En 2020 se lanzó Blade Runner 2049: Nexus Protocol, un juego de naipes oficial basado en la película de Villeneuve. Creado por WizKids, en el mismo los jugadores compiten contra Deckard y entre sí para cazar a un hipotético último replicante.

### Documentales
Blade Runner: Convention Reel (1982, 13 min.)
Codirigido por Muffet Kaufman y Jeffrey B. Walker, y rodado en 16 mm, fue filmado en 1981 mientras Blade Runner estaba aún en fase de producción. Se inicia con un saludo de Ridley Scott a las convenciones de ciencia ficción en las que sería proyectado y está formado por segmentos cortos sin narrador que muestran la construcción de los decorados o varias escenas siendo rodadas. Igualmente, presenta entrevistas con Scott, Syd Mead y Douglas Trumbull. Se encuentra incluido en la Five-Disc Ultimate Collector's Edition de Blade Runner junto a otros documentales promocionales.
On the Edge of Blade Runner (2000, 55 min.)
Producido por Nobles Gate Ltd. para Channel 4, está dirigido por Andrew Abbott y escrito por Mark Kermode. Las entrevistas incluyen a Ridley Scott aportando detalles del proceso creativo y los problemas durante la preproducción, o los relatos de Paul M. Sammon, Hampton Fancher y David Peoples dando su visión sobre la idea original de Philip K. Dick y el guion. Se muestran además entrevistas al reparto principal, con las excepciones de Harrison Ford y Sean Young. Hay también un recorrido por localizaciones como el Bradbury Building y la New York Street de Warner Bros. Se habla igualmente de los pases de prueba en posproducción y los cambios realizados tras los mismos (como la adición de la voz en off y el «final feliz», o la supresión de las escenas del hospital), los efectos especiales, la banda sonora de Vangelis, y las dificultades del rodaje. También aparece la cuestión sobre si Deckard es o no un replicante.
Future Shocks (2003, 27 min.)
Se trata de un documental de 2003 para el programa Film 101 de TVOntario. Contiene entrevistas con el productor coejecutivo Bud Yorkin, Syd Mead, o miembros del reparto como Young, Olmos, Walsh, Cassidy y Sanderson, aunque de nuevo sin Harrison Ford. Hay un extenso comentario por parte del autor de ciencia ficción Robert J. Sawyer y varios críticos acerca de los temas, el impacto visual y la influencia del film. Las versiones de la película son analizadas y se discute cómo de aproximado está a la realidad el futuro mostrado.
Dangerous Days: Making Blade Runner (2007, 213 min.)
Documental dirigido y producido por Charles de Lauzirika con motivo del lanzamiento del Final Cut e incluido en la Five-Disc Ultimate Collector's Edition. Se basa en más de 80 entrevistas, incluyendo amplias conversaciones con todo el casting principal, Ford y Young entre ellos, y con miembros del equipo como Scott, Peoples, Fancher, Mead o Trumbull. También cuenta con el testimonio de cineastas como Frank Darabont o Guillermo del Toro. El documental se presenta en ocho capítulos. Cada uno de los primeros siete cubre una parte del proceso de realización cinematográfico, y el último habla sobre el legado de Blade Runner.
All Our Variant Futures: From Workprint to Final Cut (2007, 29 min.)
Dirigido también por Charles de Lauzirika y producido por Paul Prischman, aparece en la Five-Disc Ultimate Collector's Edition y da una visión general de las múltiples versiones de la película y sus orígenes. Proporciona además detalles del proceso de remasterización, la grabación de nuevo material y las numerosas ediciones realizadas para el Final Cut, todo ello desarrollado a lo largo de siete años. Incluye, entre otros momentos, a Joanna Cassidy volviendo a ser filmada para que el rostro de su doble en la escena de la muerte de Zhora fuese reemplazado digitalmente por el suyo, o a Ben Ford, hijo de Harrison, siendo grabado para insertar los movimientos de su boca en el rostro de su padre durante una de las secuencias.

## Reparto principal y personajes
| Personaje | Películas    | Películas         | Videojuegos  | Videojuegos                   | Videojuegos               | Cortometrajes    | Cortometrajes        | Cortometrajes               | Series                    |
| Personaje | Blade Runner | Blade Runner 2049 | Blade Runner | Blade Runner 2049: Memory Lab | Blade Runner: Revelations | 2036: Nexus Dawn | 2048: Nowhere to Run | Blade Runner Black Out 2022 | Blade Runner: Black Lotus |
| Personaje | 1982         | 2017              | 1997         | 2017                          | 2018                      | 2017             | 2017                 | 2017                        | 2021                      |
| --------- | ------------ | ----------------- | ------------ | ----------------------------- | ------------------------- | ---------------- | -------------------- | --------------------------- | ------------------------- |

| Personajes recurrentes                                    | Personajes recurrentes   | Personajes recurrentes       | Personajes recurrentes                | Personajes recurrentes | Personajes recurrentes | Personajes recurrentes | Personajes recurrentes | Personajes recurrentes | Personajes recurrentes       |  |
| --------------------------------------------------------- | ------------------------ | ---------------------------- | ------------------------------------- | ---------------------- | ---------------------- | ---------------------- | ---------------------- | ---------------------- | ---------------------------- |  |
| Rick Deckard ID: B-263-54                                 | Harrison Ford            | Harrison Ford                | Personaje sin diálogo                 |                        | Mencionado             |                        |                        |                        |                              |  |
| Gaff                                                      | Edward James Olmos       | Edward James Olmos           | Javier Grajeda (alias Victor Gardell) |                        | Kirk Thornton          |                        |                        | Edward James Olmos     |                              |  |
| Rachael NEXUS-7 N7FAA52318                                | Sean Young               | Sean Young                   | Sean Young                            |                        |                        |                        |                        |                        |                              |  |
| Rachael NEXUS-7 N7FAA52318                                | Sean Young               | Loren Peta (doble de cuerpo) | Sean Young                            |                        |                        |                        |                        |                        |                              |  |
| Dr. Eldon Tyrell                                          | Joe Turkel               | Mencionado                   | Joe Turkel                            | Mencionado             | Mencionado             |                        |                        |                        |                              |  |
| Leon Kowalski NEXUS-6 N6MAC41717                          | Brion James              |                              | Brion James                           |                        |                        |                        |                        |                        |                              |  |
| Hannibal Chew                                             | James Hong               |                              | James Hong                            |                        |                        |                        |                        |                        |                              |  |
| J.F. Sebastian                                            | William Sanderson        |                              | William Sanderson                     |                        |                        |                        |                        |                        |                              |  |
| Howie Lee el Maestro del Sushi                            | Bob Okazaki              |                              | Toru Nagai                            |                        |                        |                        |                        |                        |                              |  |
| Dave Holden                                               | Morgan Paull             |                              | Mencionado                            |                        | Steve Prince           |                        |                        |                        |                              |  |
| Harry Bryant                                              | M. Emmet Walsh           |                              | Mencionado                            |                        |                        |                        |                        |                        |                              |  |
| Zhora Salome NEXUS-6 N6FAB61216                           | Joanna Cassidy           |                              | Mencionado                            |                        |                        |                        |                        |                        |                              |  |
| Abdul Ben Hassan                                          | Ben Astar                |                              | Stephen Sorrentino                    |                        |                        |                        |                        |                        |                              |  |
| Comerciante de peces camboyana                            | Kimiko Hiroshige         |                              | Karen Maruyama                        |                        |                        |                        |                        |                        |                              |  |
| Bear                                                      | Kevin Thompson           |                              | Personaje sin diálogo                 |                        |                        |                        |                        |                        |                              |  |
| Kaiser                                                    | John Edward Allen        |                              | Gary Colombo                          |                        |                        |                        |                        |                        |                              |  |
| Taffey Lewis                                              | Hy Pyke                  |                              | Mencionado                            |                        |                        |                        |                        |                        |                              |  |
| Lilith Tyrell                                             | Personaje sin diálogo    |                              |                                       |                        | Carolyn Hennesy        |                        |                        |                        |                              |  |
| Niander Wallace                                           |                          | Jared Leto                   |                                       | Cory Todd              |                        | Jared Leto             |                        |                        | Takehito Koyasu (japonés)    |  |
| Niander Wallace                                           | Wes Bentley (inglés)     | Jared Leto                   |                                       | Cory Todd              |                        | Jared Leto             |                        |                        |                              |  |
| Sapper Morton NEXUS-8 N8PSD32974                          |                          | Dave Bautista                |                                       |                        |                        |                        | Dave Bautista          | Personaje sin diálogo  |                              |  |
| Doc Badger                                                |                          | Barkhad Abdi                 |                                       |                        |                        |                        |                        |                        | Takayuki Kinba (japonés)     |  |
| Doc Badger                                                | Barkhad Abdi (inglés)    | Barkhad Abdi                 |                                       |                        |                        |                        |                        |                        |                              |  |
| Otros miembros del Departamento de Policía de Los Ángeles |                          |                              |                                       |                        |                        |                        |                        |                        |                              |  |
| Oficial Joe K NEXUS-9 KD6-3.7                             |                          | Ryan Gosling                 |                                       |                        |                        |                        |                        |                        |                              |  |
| Teniente Joshi                                            |                          | Robin Wright                 |                                       |                        |                        |                        |                        |                        |                              |  |
| Coco                                                      |                          | David Dastmalchian           |                                       |                        |                        |                        |                        |                        |                              |  |
| Nandez                                                    |                          | Wood Harris                  |                                       |                        |                        |                        |                        |                        |                              |  |
| Ray McCoy                                                 |                          |                              | Mark Benninghofen                     |                        |                        |                        |                        |                        |                              |  |
| Crystal Steele                                            |                          |                              | Lisa Edelstein                        |                        |                        |                        |                        |                        |                              |  |
| Teniente Edison Guzza                                     |                          |                              | Jeff Garlin                           |                        |                        |                        |                        |                        |                              |  |
| Blade runner protagonista NEXUS-9 NX96370.4               |                          |                              |                                       | Nate Scholz            |                        |                        |                        |                        |                              |  |
| Harper                                                    |                          |                              |                                       |                        | Tyler Moore            |                        |                        |                        |                              |  |
| Alani Davis                                               |                          |                              |                                       |                        |                        |                        |                        |                        | Takako Honda (japonés)       |  |
| Alani Davis                                               | Samira Wiley (inglés)    |                              |                                       |                        |                        |                        |                        |                        |                              |  |
| Marlowe                                                   |                          |                              |                                       |                        |                        |                        |                        |                        | Taiten Kusunoki (japonés)    |  |
| Marlowe                                                   | Josh Duhamel (inglés)    |                              |                                       |                        |                        |                        |                        |                        |                              |  |
| Earl Grant                                                |                          |                              |                                       |                        |                        |                        |                        |                        | Hōchū Ōtsuka (japonés)       |  |
| Earl Grant                                                | Stephen Root (inglés)    |                              |                                       |                        |                        |                        |                        |                        |                              |  |
| Otros replicantes                                         |                          |                              |                                       |                        |                        |                        |                        |                        |                              |  |
| Roy Batty NEXUS-6 N6MAA10816                              | Rutger Hauer             |                              |                                       |                        |                        |                        |                        |                        |                              |  |
| Pris Stratton NEXUS-6 N6FAB21416                          | Daryl Hannah             |                              |                                       |                        |                        |                        |                        |                        |                              |  |
| Luv                                                       |                          | Sylvia Hoeks                 |                                       |                        |                        |                        |                        |                        |                              |  |
| Mariette                                                  |                          | Mackenzie Davis              |                                       |                        |                        |                        |                        |                        |                              |  |
| Freysa Sadeghpour NEXUS-8 DRV09817                        |                          | Hiam Abbass                  |                                       |                        |                        |                        |                        |                        |                              |  |
| Replicante mujer                                          |                          | Sallie Harmsen               |                                       |                        |                        |                        |                        |                        |                              |  |
| Clovis                                                    |                          |                              | Mark Rolston                          |                        |                        |                        |                        |                        |                              |  |
| Zuben                                                     |                          |                              | Gerald Okamura                        |                        |                        |                        |                        |                        |                              |  |
| Luther                                                    |                          |                              | Jason Cottle                          |                        |                        |                        |                        |                        |                              |  |
| Lance                                                     |                          |                              | Jason Cottle                          |                        |                        |                        |                        |                        |                              |  |
| Eve                                                       |                          |                              |                                       |                        | Dina Meyer             |                        |                        |                        |                              |  |
| Replicante Nexus-9                                        |                          |                              |                                       |                        |                        | Set Sjöstrand          |                        |                        |                              |  |
| Iggy Cygnus NEXUS-8 BJ670228                              |                          |                              |                                       |                        |                        |                        |                        | Jovan Jackson          |                              |  |
| Trixie NEXUS-8 WDV71673                                   |                          |                              |                                       |                        |                        |                        |                        | Luci Christian         |                              |  |
| Elle                                                      |                          |                              |                                       |                        |                        |                        |                        |                        | Arisa Shida (japonés)        |  |
| Elle                                                      | Jessica Henwick (inglés) |                              |                                       |                        |                        |                        |                        |                        |                              |  |
| Miscelánea                                                |                          |                              |                                       |                        |                        |                        |                        |                        |                              |  |
| Dependienta                                               | Carolyn DeMirjian        |                              |                                       |                        |                        |                        |                        |                        |                              |  |
| Joi                                                       |                          | Ana de Armas                 |                                       |                        |                        |                        |                        |                        |                              |  |
| Dra. Ana Stelline                                         |                          | Carla Juri                   |                                       |                        |                        |                        |                        |                        |                              |  |
| Señor Cotton                                              |                          | Lennie James                 |                                       |                        |                        |                        |                        |                        |                              |  |
| Archivero                                                 |                          | Tómas Lemarquis              |                                       |                        |                        |                        |                        |                        |                              |  |
| Lucy Devlin                                               |                          |                              | Pauley Perrette                       |                        |                        |                        |                        |                        |                              |  |
| Dektora                                                   |                          |                              | Signy Coleman                         |                        |                        |                        |                        |                        |                              |  |
| Sadik                                                     |                          |                              | Alexander Mervin                      |                        |                        |                        |                        |                        |                              |  |
| Gordo Frizz                                               |                          |                              | Bruno Oliver                          |                        |                        |                        |                        |                        |                              |  |
| Runciter                                                  |                          |                              | Warren Burton                         |                        |                        |                        |                        |                        |                              |  |
| Izo                                                       |                          |                              | Timothy Dang                          |                        |                        |                        |                        |                        |                              |  |
| Bullet Bob                                                |                          |                              | Vincent Schiavelli                    |                        |                        |                        |                        |                        |                              |  |
| Técnico                                                   |                          |                              |                                       | Evanne Friedmann       |                        |                        |                        |                        |                              |  |
| Phil                                                      |                          |                              |                                       | Dante Harper           |                        |                        |                        |                        |                              |  |
| Holly                                                     |                          |                              |                                       |                        | Valerie Harem          |                        |                        |                        |                              |  |
| Legislador                                                |                          |                              |                                       |                        |                        | Benedict Wong          |                        |                        |                              |  |
| Legislador n.º 2                                          |                          |                              |                                       |                        |                        | Ned Dennehy            |                        |                        |                              |  |
| Legislador n.º 3                                          |                          |                              |                                       |                        |                        | Adé Sapara             |                        |                        |                              |  |
| Legislador n.º 4                                          |                          |                              |                                       |                        |                        | Ania Marson            |                        |                        |                              |  |
| Salt                                                      |                          |                              |                                       |                        |                        |                        | Gerard Miller          |                        |                              |  |
| Madre                                                     |                          |                              |                                       |                        |                        |                        | Orion Ben              |                        |                              |  |
| Ella                                                      |                          |                              |                                       |                        |                        |                        | Gaia Ottman            |                        |                              |  |
| Espectador                                                |                          |                              |                                       |                        |                        |                        | Björn Freiberg         |                        |                              |  |
| Mecenas de la tienda                                      |                          |                              |                                       |                        |                        |                        | Adam Savage            |                        |                              |  |
| Ren                                                       |                          |                              |                                       |                        |                        |                        |                        | Bryson Bauguss         |                              |  |
| Joseph                                                    |                          |                              |                                       |                        |                        |                        |                        |                        | Shinshu Fuji (japonés)       |  |
| Joseph                                                    | Will Yun Lee (inglés)    |                              |                                       |                        |                        |                        |                        |                        |                              |  |
| Niander Wallace Sr                                        |                          |                              |                                       |                        |                        |                        |                        |                        | Takehito Koyasu (japonés)    |  |
| Niander Wallace Sr                                        | Brian Cox (inglés)       |                              |                                       |                        |                        |                        |                        |                        |                              |  |
| Josephine Grant                                           |                          |                              |                                       |                        |                        |                        |                        |                        | Yoshiko Sakakibara (japonés) |  |
| Josephine Grant                                           | Peyton List (inglés)     |                              |                                       |                        |                        |                        |                        |                        |                              |  |
| Senador Bannister                                         |                          |                              |                                       |                        |                        |                        |                        |                        | Masane Tsukayama (japonés)   |  |
| Senador Bannister                                         | Gregg Henry (inglés)     |                              |                                       |                        |                        |                        |                        |                        |                              |  |
| Doctor M                                                  |                          |                              |                                       |                        |                        |                        |                        |                        | Akio Nojima (japonés)        |  |
| Doctor M                                                  | Henry Czerny (inglés)    |                              |                                       |                        |                        |                        |                        |                        |                              |  |
| Hooper                                                    |                          |                              |                                       |                        |                        |                        |                        |                        | Kazuki Yao (japonés)         |  |
| Hooper                                                    | Jason Spisak (inglés)    |                              |                                       |                        |                        |                        |                        |                        |                              |  |
| Referencias                                               | [ 297 ]                  | [ 298 ]                      | [ 299 ]                               | [ 284 ]                | [ 300 ]                | [ 301 ]                | [ 302 ]                | [ 303 ]                | [ 304 ]                      |  |

## Legado e impacto cultural

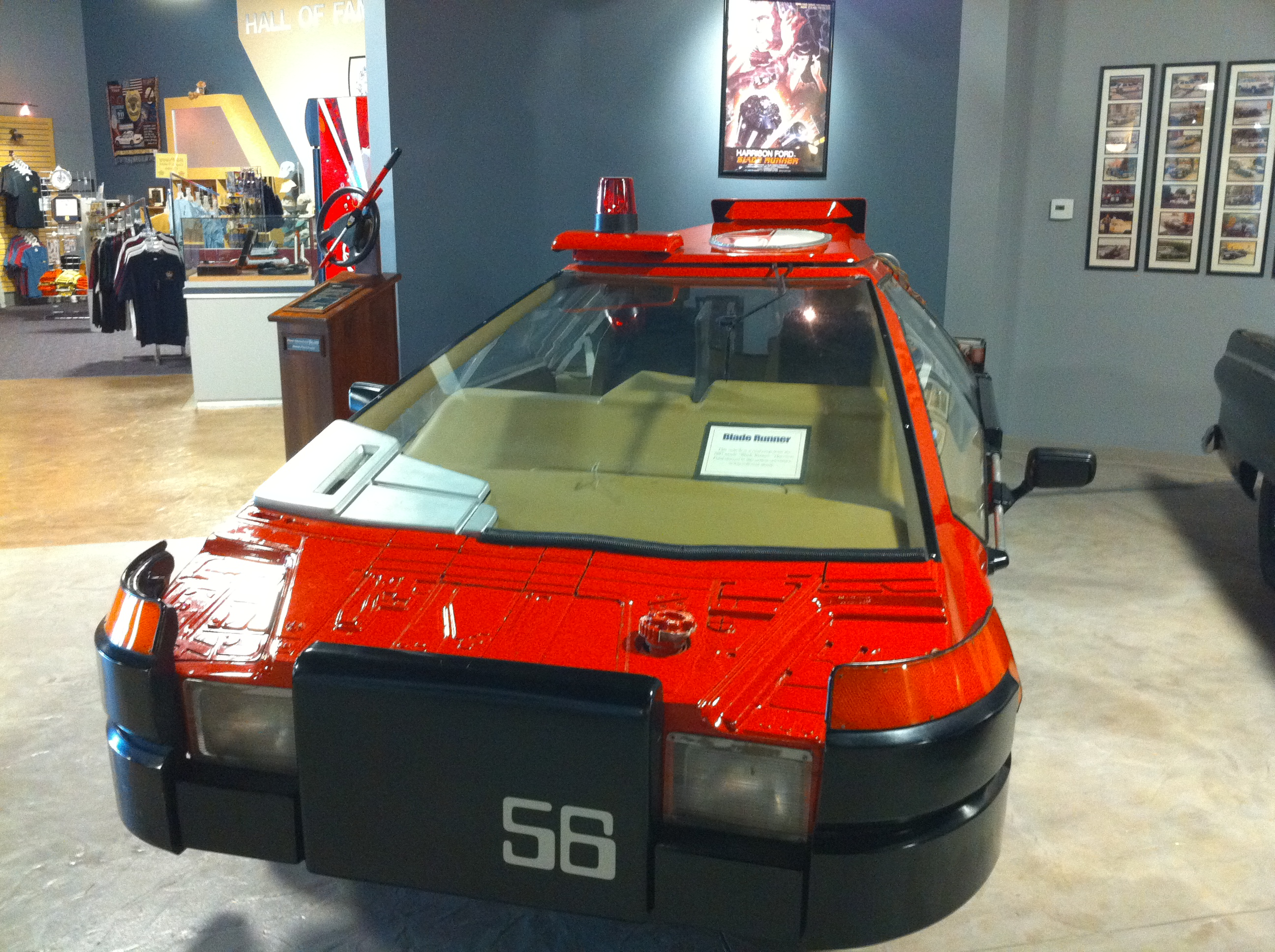
Sedán de Deckard en el American Police Hall of Fame & Museum de Titusville (Florida), uno de los dos vehículos usados en Blade Runner de los que se conoce su conservación.

Se considera que Blade Runner (1982), a través de su ambientación y su temática, marcó la introducción del género ciberpunk en la cultura popular. Si bien en un principio fue evitada por la audiencia norteamericana, vio creciendo su popularidad progresivamente, sobre todo con la aparición del VHS y el Laserdisc. Para 1989, Blade Runner era ya el Laserdisc de Criterion Collection más vendido, y el estreno del montaje del director en 1992 ayudó a aumentar su estatus de film de culto y, con posterioridad, al hecho de que fuera vista como una de las películas más influyentes de su siglo. Un amplio número de autores señala que Blade Runner continúa reflejando tendencias y preocupaciones sociales actuales. La película fue seleccionada en 1993 para su conservación en el Registro Nacional de Cine de la Biblioteca del Congreso de Estados Unidos por ser «cultural, histórica o estéticamente significativa», y es utilizada frecuentemente en conferencias universitarias.

Cambió no solo la manera de hacer cine, que la cambió radicalmente, sino [que] cambió nuestras costumbres, cambió la manera de percibir la realidad [...] Blade Runner abolió el futuro y nos hizo percibirlo como un presente continuo en el que estamos todavía inmersos.
—Jesús Palacios, escritor y crítico de cine, sobre la influencia de Blade Runner

Una de esas películas que parecía predestinada a la inmortalidad underground [...] como Casablanca, ha trascendido su fórmula de thriller detectivesco hardboiled noir de ciencia ficción para engendrar un dedicado culto y ocupar un hueco especial en la cultura popular [...] Su asombrosa estética no tiene fecha [...] Ha dado al léxico contemporáneo al menos dos nuevas palabras, replicante y retroadaptado, y su convincente visión del futuro urbano ha sido ampliamente imitada.
—James Sey, investigador asociado de la Universidad de Johannesburgo, acerca del film de Scott

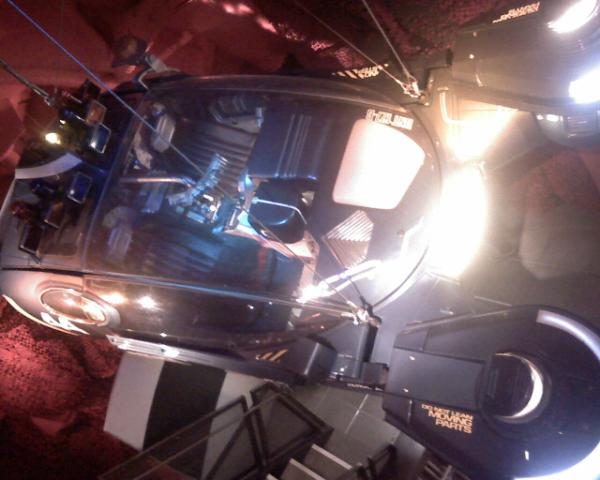
Spinner original de Blade Runner, ubicado en el Science Fiction Museum and Hall of Fame de Seattle.

Es una referencia popular en numerosos medios: series televisivas como Futurama, Doctor Who, Stargate SG-1, American Dad! o Los Simpson, se han referido varias veces a Blade Runner. El actor William Sanderson, quien interpretó a Sebastian, puso la voz a un personaje similar en Batman: La serie animada. En la película de acción El sexto día (2000), un psiquiatra virtual pide al protagonista que se imagine a dos tortugas cruzando un desierto, en referencia a la escena del test Voight-Kampff a Leon, y en Alien: Covenant (2017), el personaje de David repite la frase «That's the spirit!» de Roy Batty. La ampliación de imágenes para descubrir detalles y el término «enhance» («aumentar» o «realzar»), utilizado por Deckard en la secuencia de la máquina Esper, han sido elementos recurrentemente empleados en el ámbito tecnológico o en el mundo audiovisual, y unas tomas similares al primer plano de un ojo humano en la primera escena de Blade Runner se pueden apreciar en películas como Días extraños, Soldier, Alien: Covenant o Blade Runner 2049. Varios vehículos originales de Blade Runner fueron vueltos a usar en posteriores producciones: el sedán de Deckard aparece en el film Trancers, y un Spinner fue empleado en Back to the Future Part II y Solar Crisis. Además, una réplica del Spinner se usó en Soldier, fue recreado digitalmente para una escena de Star Wars: Episode I - The Phantom Menace, y tiene una breve aparición en Blade Runner 2049. Un Spinner y un sedán de la policía originales que estaban ubicados en los Disney-MGM Studios fueron desmantelados aparentemente por error en 1999. Se tiene constancia de la conservación de dos vehículos usados en el film: el sedán de Deckard, expuesto permanentemente en el American Police Hall of Fame & Museum de Titusville (Florida), y el Spinner de aluminio que había sufrido daños en 1992 mientras era transportado y que fue restaurado en 2004 para ser mostrado en el Science Fiction Museum and Hall of Fame de Seattle, donde puede verse desde entonces. Además, se piensa que otro Spinner original puede hallarse en una colección privada en Japón. Réplicas del Spinner y varios cupés llamados «Everyman Car», construidos estos últimos por Gene Winfield usando los moldes originales, son también expuestos ocasionalmente. El diseño del Tesla Cybertruck está inspirado en el sedán de Deckard y fue presentado el 21 de noviembre de 2019 en Los Ángeles para coincidir con la fecha en la que el film tiene lugar.
El oscuro estilo ciberpunk de la película y su diseño futurista han servido como patrón e inspiración para sucesivas obras cinematográficas, entre las que se pueden mencionar a The Terminator (1984), Brazil (1985), RoboCop (1987), Batman (1989), Total Recall (1990), Johnny Mnemonic (1995), Judge Dredd (1995), Seven (1995), Días extraños (1995), El quinto elemento (1997), Gattaca (1997), Dark City (1998), The Matrix (1999), Minority Report (2002), Natural City (2003), o Black Panther (2018). Igualmente, ha inspirado además a series televisivas como Total Recall 2070 (1999), Batman Beyond (1999-2001), Dark Angel (2000-2002), Battlestar Galactica (2003-2009), Almost Human (2013-2014), Westworld (2016-presente) o Altered Carbon (2018-2020). También ha tenido gran influencia en el anime, siendo ejemplo de ello los films Akira (1988), Ghost in the Shell (1995) o Ghost in the Shell 2: Innocence (2004), y series como Bubblegum Crisis (1987-1991), Armitage III (1995), Cowboy Bebop (1998-1999), Ergo Proxy (2006-2007) o Psycho-Pass (2012-2013). Antes de comenzar a rodar Batman Begins (2005), el director Christopher Nolan realizó una proyección de Blade Runner a parte de su equipo de filmación y les dijo: «Así es como vamos a hacer Batman».
Aunque algunas fuentes atribuyen a Blade Runner mayor o menor influencia en la novela Neuromante (1984) de William Gibson, el autor ha afirmado que, si bien asistió a un pase cuando estaba escribiendo el libro, salió de la proyección al poco de comenzar tras ver reflejado su imaginario y pensar que la gente asumiría que había copiado al film cuando publicara la novela. No obstante, Gibson ha señalado que, al igual que Scott, fue inspirado en gran medida por los cómics de Métal hurlant. Posteriormente, ha manifestado que le preocupó su fracaso en taquilla, pero que pocos años después empezó a verla como «la película más influyente de mi vida, hasta ese momento», indicando que pensaba que «había tenido un impacto estético asombrosamente amplio en el mundo».

A los diez minutos de Blade Runner, salí del cine con total desesperación por su brillantez visual y su similitud con el look de Neuromante, mi primera novela en gran parte aún por escribir. ¡No solo me habían golpeado con el puñetazo semiótico, sino que esta maldita película se veía mejor que las imágenes en mi cabeza! Con el tiempo, una vez superé eso, comencé a sentir cierto placer por la forma en que la película comenzó a afectar a la apariencia del mundo. Las modas de discoteca, al principio, luego los vídeos de rock, y finalmente incluso la arquitectura. ¡Increíble! ¡Una película de ciencia ficción que afecta a la realidad!.
—William Gibson, en una entrevista para Details

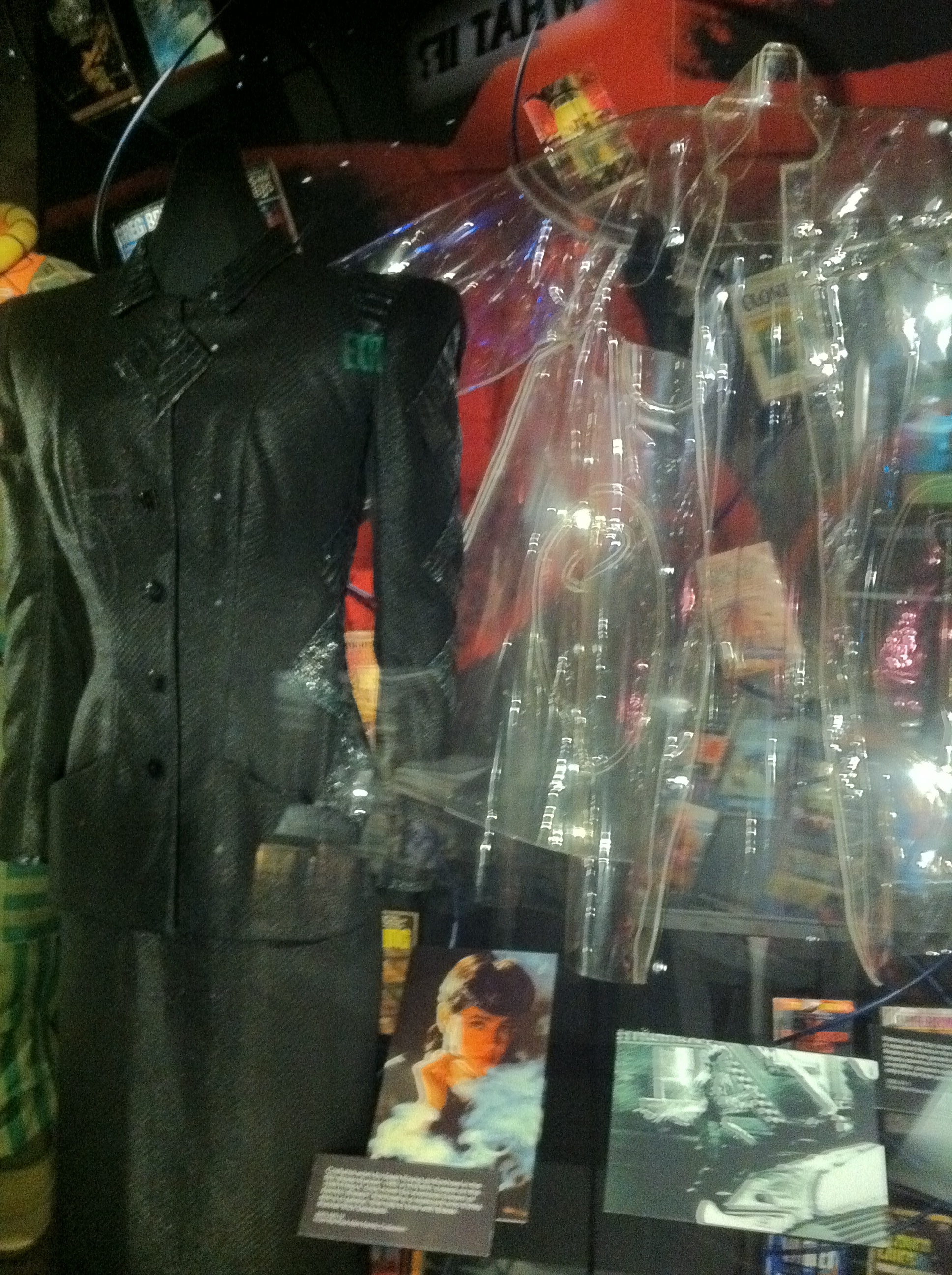
Además de en el mundo del cine, la estética de Blade Runner ha sido una de las más influyentes en moda, decoración y arquitectura desde su estreno.

Blade Runner también se ha visto referenciado por juegos de rol del género ciberpunk tales como Cyberpunk 2020 y Shadowrun. Igualmente, está considerada una de las películas más influyentes en el mundo de los videojuegos. De manera directa, ha inspirado a títulos como Snatcher (1988), que contiene numerosos guiños al film, Neuromancer (1988), Flashback (1992), Syndicate (1993) y sus secuelas, Shadowrun (1993) y posteriores videojuegos de la saga, Beneath a Steel Sky (1994), System Shock (1994), The Nomad Soul (1999), Perfect Dark (2000), Deus Ex (2000), Deus Ex: Human Revolution (2011), Deus Ex: Mankind Divided (2016), Observer (2017) o Cyberpunk 2077 (2020). El tema musical de los créditos finales y la estética de la película son homenajeados en el nivel Scrap Brain Zone del juego Sonic the Hedgehog (1991).
Dentro del ámbito musical, sus diálogos —especialmente en la escena de «Lágrimas en la lluvia»— y banda sonora, han sido sampleados más que los de ninguna otra película del siglo xx, por ejemplo en temas de artistas como Ryūichi Sakamoto, Tricky o Unkle. Numerosas canciones incluyen referencias más o menos explícitas a Blade Runner. Pueden citarse como ejemplo «Time What is Time» de Blind Guardian, «Replicant» y «Like Tears in Rain» de Covenant, o «More Human Than Human» de White Zombie, cuyas letras mencionan la perspectiva de un replicante. El título de la película y otros guiños aparecen en la portada del álbum Somewhere in Time (1986) de Iron Maiden. Videoclips como los de «Spice Up Your Life» (1997) de Spice Girls o «Freeek!» (2002) de George Michael referencian al film, y la banda estadounidense de rock My Chemical Romance creó para su álbum Danger Days: The True Lives of the Fabulous Killjoys (2010) una temática ambientada en el mismo lugar y año que la película, señalando que esta fue «una gran inspiración» para el disco. La banda sonora de Vangelis ha llegado a ser interpretada en directo por Massive Attack y The Heritage Orchestra, Danger Mouse afirmó que su trabajo en el álbum The Blue God (2008) de Martina Topley-Bird se vio influenciado por la música de Blade Runner, y Thom Yorke de Radiohead también manifestó que se inspiró en ella para componer el score de Suspiria (2018). Ridley Scott contó que comenzó a darse cuenta de la influencia de Blade Runner tras verla reflejada en los vídeos de MTV y después de que Bob Dylan le contactara interesado en ella.
Igualmente, se ha reseñado frecuentemente la influencia de su estética clásica y ciberpunk en la moda, la decoración y la arquitectura posterior. Numerosos diseñadores y críticos la han mencionado como una de las películas más influyentes en el mundo de la moda, citando por ejemplo los trajes, el abrigo y el peinado de Rachael, el corte de pelo de Rick Deckard, el maquillaje de Pris o el chubasquero de Zhora, así como su inspiración en los diseños de modistos como Jean-Paul Gaultier, John Galliano, Paco Rabanne o Alexander McQueen. El diseñador español Antonio Miró se refirió a Blade Runner en un artículo diciendo que:

...al contrario de lo que ocurre con la mayor parte de las películas futuristas, en ésta el vestuario era, por así decirlo, clásico [...] la gente no iba vestida muy diferente que nosotros. Recuerdo que [...] en una mesa en la que se hallaban presentes varios filósofos y en la que se hablaba sobre la moda, todos estaban de acuerdo en que la moda era algo efímero, a lo que yo respondí que eso no era exacto, pues si bien existe una moda efímera hay otra que no lo es.
Antonio Miró (2009).

...añadiendo que pensaba que la moda creada para el film era de la que perdura en el tiempo.
Respecto a su influencia en arquitectura, afectó al diseño de discotecas y locales nocturnos, y muchos arquitectos empezaron a diseñar edificios similares a los presentes en la película empleando elementos barrocos y pertenecientes a épocas del pasado, usando tuberías y conductos para rodear las fachadas, o implementando una mayor integración publicitaria en las edificaciones de las grandes urbes.
Los logotipos de numerosas empresas reales, sobre todo de bebidas, relojes, comunicaciones, transportes o electrónica, tales como Atari, Bell, Bulova, Citizen, Coca-Cola, Cuisinart, Budweiser, JVC, Koss, Pan Am, RCA, TDK, Toshiba, Tsingtao o TWA, se muestran en diferentes emplazamientos a lo largo de Blade Runner. Todas eran líderes de sus mercados en esa época, pero el hecho de que muchas de ellas experimentaran contratiempos económicos después del lanzamiento de la película, dio lugar a que en la cultura popular se hablara de la «maldición de Blade Runner». Coca-Cola y Cuisinart se recuperaron, y la cerveza Tsingtao, bebida que Deckard compra en uno de los establecimientos, tuvo más éxito después de la película. Su secuela, Blade Runner 2049, volvió a hacer uso destacado del product placement, mostrando los logos de Atari (declarada en bancarrota en 2013), Coca-Cola, Diageo, Johnnie Walker, Pan Am (quebrada en 1991), Peugeot o Sony.
Blade Runner ha sido listada en numerosas ocasiones en rankings de prestigiosas publicaciones u organizaciones, destacando:
| Publicación / Organización         | País           | Título                                                                   | Año  | Puesto |
| ---------------------------------- | -------------- | ------------------------------------------------------------------------ | ---- | ------ |
| Time Out                           | Reino Unido    | Top 100 películas (Centenario)                                           | 1995 | 60     |
| AFI                                | Estados Unidos | 100 años... 100 películas de suspense                                    | 2001 | 74     |
| Sight and Sound                    | Reino Unido    | Las mejores películas de la historia - Votación de críticos              | 2002 | 45     |
| Wired                              | Estados Unidos | Las 20 mejores películas de ciencia ficción de la historia               | 2002 | 1      |
| Online Film Critics Society (OFCS) | Estados Unidos | Las 100 mejores películas de ciencia ficción de los últimos 100 años     | 2002 | 2      |
| The Guardian                       | Reino Unido    | Las 10 mejores películas de ciencia ficción de la historia               | 2004 | 1      |
| Time                               | Estados Unidos | Las 100 mejores películas de la historia                                 | 2005 | —      |
| Visual Effects Society (VES)       | Estados Unidos | Las 50 películas con los efectos visuales más influyentes de la historia | 2007 | 2      |
| AFI                                | Estados Unidos | 100 años... 100 películas (edición 10.º aniversario)                     | 2007 | 97     |
| AFI                                | Estados Unidos | 10 Top 10 - Películas de ciencia ficción                                 | 2008 | 6      |
| New Scientist                      | Reino Unido    | Película de ciencia ficción favorita de la historia                      | 2008 | 1      |
| Empire                             | Reino Unido    | Las 500 mejores películas de la historia                                 | 2008 | 20     |
| IGN                                | Estados Unidos | Las 25 mejores películas de ciencia ficción de la historia               | 2010 | 1      |
| Total Film                         | Reino Unido    | Las 50 mejores películas de ciencia ficción de la historia               | 2011 | 1      |
| Sight and Sound                    | Reino Unido    | Las 250 mejores películas de la historia - Votación de críticos          | 2012 | 69     |
| Sight and Sound                    | Reino Unido    | Las 100 mejores películas de la historia - Votación de directores        | 2012 | 67     |
| Empire                             | Reino Unido    | Las 100 mejores películas de la historia                                 | 2017 | 13     |
| Paste                              | Estados Unidos | Las 100 mejores películas de ciencia ficción de la historia              | 2018 | 2      |
| ASC                                | Estados Unidos | Las 100 películas con mejor fotografía del siglo XX                      | 2019 | 2      |

Por su parte, Blade Runner 2049 también ha sido situada en varias ocasiones en listas de diversas publicaciones:
| Publicación     | País           | Título                                                         | Año  | Puesto |
| --------------- | -------------- | -------------------------------------------------------------- | ---- | ------ |
| Empire          | Reino Unido    | Las mejores películas de 2017                                  | 2017 | 2      |
| The Guardian    | Reino Unido    | Las 50 mejores películas de 2017                               | 2017 | 8      |
| The Atlantic    | Estados Unidos | Las 10 mejores películas de 2017                               | 2017 | 4      |
| The Independent | Reino Unido    | Las 20 mejores películas de 2017                               | 2017 | 14     |
| Paste           | Estados Unidos | Las 50 mejores películas de 2017                               | 2017 | 4      |
| IndieWire       | Estados Unidos | Las 20 mejores secuelas del siglo XXI                          | 2017 | 20     |
| Paste           | Estados Unidos | Las 100 mejores películas de ciencia ficción de la historia    | 2018 | 44     |
| Paste           | Estados Unidos | Las mejores películas de ciencia ficción de la década del 2010 | 2019 | 5      |
| Paste           | Estados Unidos | Las 100 mejores películas de la década del 2010                | 2019 | 18     |
| Insider         | Estados Unidos | Las 100 mejores películas de la década del 2010                | 2019 | 37     |
| IGN             | Estados Unidos | Las 100 mejores películas de la década del 2010                | 2019 | —      |
| Empire          | Reino Unido    | Las 100 mejores películas del siglo                            | 2020 | 45     |

## Medios relacionados no oficiales

### Soldier(1998)
David Peoples ha dicho que en su guion de Soldier (1998) intentó crear una «secuela indirecta» de Blade Runner y que ambas películas tienen lugar en el mismo universo. En la película aparece un Spinner de Blade Runner como parte de la escenografía, y en el registro de servicio del Sargento Todd 3465, donde se muestra las batallas en las que ha participado, figuran la de la Puerta de Tannhäuser y la del Hombro de Orión, las cuales también lleva tatuadas en el brazo. Ambos lugares son mencionados en el monólogo final de Blade Runner. Sin embargo, Soldier es una secuela no oficial, ya que nunca ha sido formalmente aprobada por la sociedad que posee los derechos de Blade Runner.

### FranquiciaAlien
Varias conexiones entre las franquicias Blade Runner y Alien han sido comentadas. Además de que ambas sagas tienen alguna frase y planos similares en común, en Blade Runner la pantalla del Spinner de Gaff muestra imágenes con la inscripción «Purge» y una especie de escotilla que ya habían sido usadas en Alien (1979), igualmente dirigida por Ridley Scott. También, en los extras del DVD de Alien en su edición de 1999, se indica que el capitán Arthur Dallas (Tom Skerritt) trabajó como freelance para la Tyrell Corporation de Blade Runner. De igual forma, un bonus del Blu-ray de Prometheus (2012) señala que el personaje de Eldon Tyrell, CEO de Tyrell Corporation en Blade Runner, fue el mentor de Peter Weyland (Guy Pearce), fundador de la Weyland Corporation en la saga Alien.

### Películas de aficionados
What Might Have Been: Snake Dance (2012)

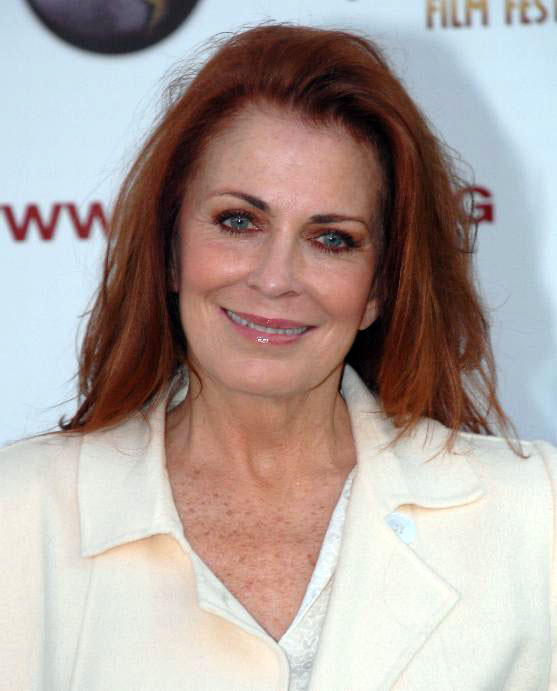
Para el 30.º aniversario de Blade Runner, Joanna Cassidy volvió a dar vida a Zhora en un corto no oficial basado en una escena del guion nunca filmada.

En celebración del 30.º aniversario del lanzamiento de Blade Runner, Joanna Cassidy, quien interpretó a la replicante Zhora Salome en la película, publicó el 12 de diciembre de 2012 el cortometraje What Might Have Been: Snake Dance a través de su canal de YouTube. Dirigido por Tamela D'Amico, está basado en una escena sin filmar presente en el guion de Blade Runner, y muestra a Cassidy retomando su papel de Zhora e interpretando el «baile de la serpiente». La canción «Touched a Dream» de R. Kelly se reproduce en el transcurso del mismo.
Blade Runner - The Aquarelle Edition (2013)
Blade Runner - The Aquarelle Edition es una reinterpretación animada de Blade Runner realizada en 2013. Con una duración de 35 minutos, sigue la trama general del film original mientras se toma algunas libertades. Su creador, Anders Ramsell, se refiere a ella como una «paráfrasis» de la cinta de Scott. Desarrollada a lo largo de un año y medio, consiste en 12 597 pinturas de acuarela hechas a mano, reutilizándose además el audio original de Blade Runner durante la misma. El crítico Mike Krumboltz dijo de ella que «es como una pintura de Monet que llega a la vida distópica».
Tears in the Rain (2017)
Tears in the Rain es un corto sudafricano de 2017 ubicado en el universo ficticio de Blade Runner y ambientado antes de los eventos del film de 1982. Escrito y dirigido por Christopher Grant Harvey con un presupuesto de 1500 dólares, sigue a John Kampff (Sean Cameron Michael), futuro inventor de la máquina Voight-Kampff, mientras encabeza la División de Retiros de Tyrell. Tras una reciente rebelión de replicantes Nexus-3 en el mundo exterior, Kampff se encuentra con Andy Smith (Russel Savadier), un Nexus-3 conserje que desconoce su verdadera naturaleza. El cortometraje ha ganado varios premios.
Slice of Life (2019)
Slice of Life es un cortometraje croata ambientado en el mundo de Blade Runner, concretamente en un hipotético 2019 al igual que la película de Scott. La producción comenzó en 2014 y fue realizado a través del uso de numerosos efectos prácticos. Dirigido por Luka Hrgović y Dino Julius, y escrito por ambos junto a Anton Svetić, contó con un presupuesto cercano a 82 000 dólares, recaudados a través de Kickstarter. Tiene una duración de 25 minutos y trata de un «traficante de drogas de los bajos fondos que intenta cambiar su vida, pero que se halla a merced del destino cuando se encuentra con un policía con una agenda propia».